# 자금성

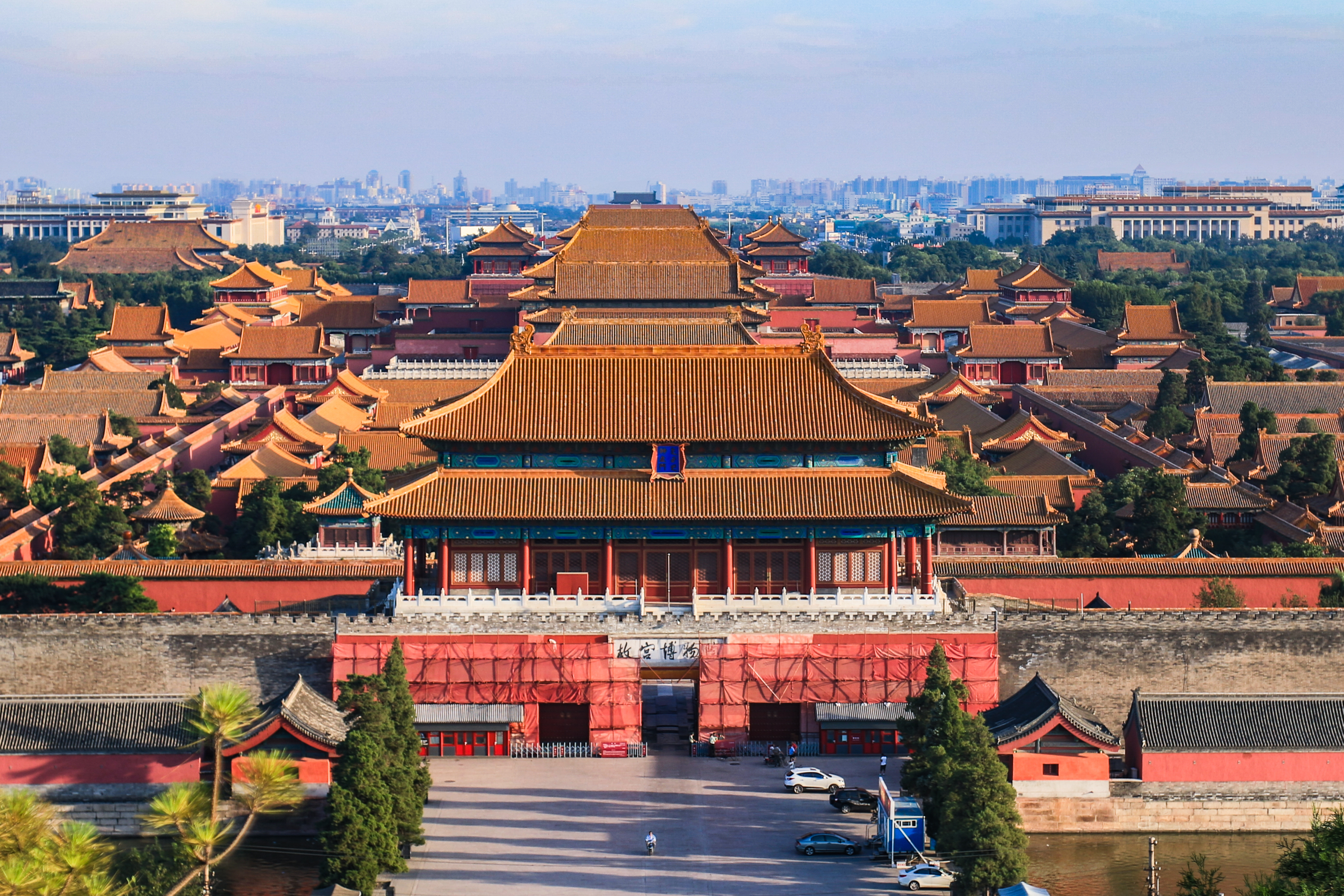
자금성

자금성(중국어: 紫禁城, 병음: Zǐjìnchéng 쯔진청[*])은 베이징의 중심에 있는 명과 청 왕조의 궁궐이다. 자금성의 규모는 궁궐로는 세계 최대의 규모이다. 현재는 황실이 사라져서 중국어권에서는 주로 고궁(중국어 간체자: 故宫, 정체자: 故宮, 병음: Gùgōng 구공[*])이라고도 불리며, 1925년 10월, 고궁 박물원(중국어 간체자: 故宫博物院, 정체자: 故宮博物院, 병음: Gùgōng Bówùyùan)으로 용도가 변경되어 일반에게 공개되고 있다. 동서로 760m, 남북으로 960m, 72만 m²의 넓이에 높이 11m, 사방 4km의 담과 800채의 건물과 일명 9,999개의 방(실제로는 8,707칸이라고 한다)이 배치되어 있다. 자금성은 500년에 가까운 세월 동안 중국의 정치적, 상징적 수도였다.
1406년에서 1420년까지 지어졌으며, 980개에 달하는 건물들로 이루어져 있고, 72헥타르나 되는 면적을 차지한다. 전통적 중국 궁궐의 형식을 지니고 있으며, 동아시아 곳곳에 영향을 끼쳤다. 1961년 전국중점문물보호단위로 지정되었고, 1987년 "명·청 시대의 궁궐"이라는 이름으로 유네스코의 세계유산으로 지정되었다.
1925년부터 고궁 박물원으로 바뀌어, 명,청 시대의 황실이 수집한 엄청난 규모의 작품들을 소장, 전시하고 있다. 다만 자금성에 있던 유물들의 일부는 국공 내전으로 인해 국민당이 가져가면서 현재 타이완의 국립 고궁 박물관에 소장되어 있다. 2012년부터 자금성은 매년 1,500만 명이 넘는 관광객들을 받고 있으며, 2016년과 2017년에는 1,600만 명이 넘게 자금성을 다녀갔다.

## 소개
자금성의 주위에는 해자와 성벽들로 둘러싸여 있다. 해자의 너비는 52m이며 깊이는 6m에 이른다. 해자에는 동서남북으로 해자를 가로지르는 4개의 다리가 있다. 궁궐 주위의 장벽의 길이는 4km에 이르며 높이는 10m나 되며 4개의 큰 출입구가 뚫려 있다. 자금성은 중국에 현존하는 가장 크고 보존이 잘된 고건축물이며, 자금성 안에는 오직 황제만 사용할 수 있는 황제의 상징인 용 문양이 곳곳에 새겨져 있다.
1406년 명나라 영락제가 베이징으로 천도하면서 건설한 황궁으로, 명~청 시대 24명의 황제가 살았던 궁전이다. 1961년에는 중국 정부로부터 제1차 전국 중점문물보호단위로 지정되었고, 1988년에는 유네스코 세계문화유산으로 지정되었다. 자금성 건축물과 고대 예술품 및 궁정역사 유적 위주의 내용물을 주로 전시하는 대형 종합 박물관이기도 하다.
자금성은 명대부터 청대까지(1420~1912) 중국 황실의 궁궐이었다. 중국 베이징의 중심에 자리해 있고, 지금은 궁궐 박물관으로 사용되고 있다. 거의 500년 동안 상징적이면서 정치적으로도 중국 정부의 중심이었을 뿐만 아니라, 황제와 그 식솔들의 집이기도 하였다.
1406년부터 1420년까지 지어졌고, 전체엔 980여 채의 건물이 있으며 72 헥타르에 이르는 넓이를 갖고 있다.

## 명칭
자금성이란 이름은 1576년 처음 공식적으로 나왔다. 자금성의 자紫금禁(보라색, 자주색)는 북극성을 의미하였다. 성城은 도시를 의미한다. 현재 자금성은 중국에서 고궁이라고 가장 흔히 알려져 있다, 그리고 이것은 ‘옛 궁궐’을 의미한다. 이런 건물들로 구성된 박물관인 고궁박물관이다. (古宮博物館)

## 역사

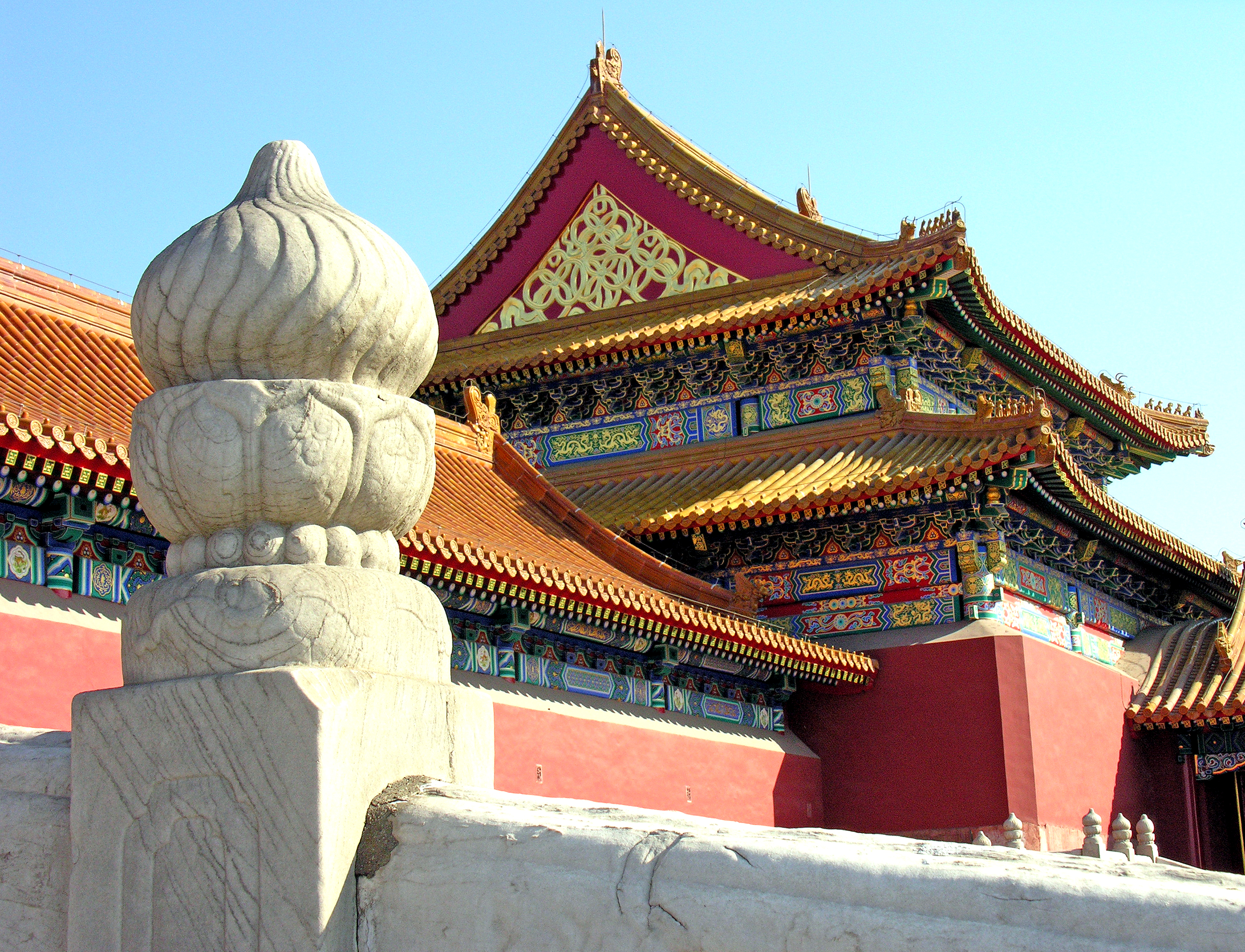
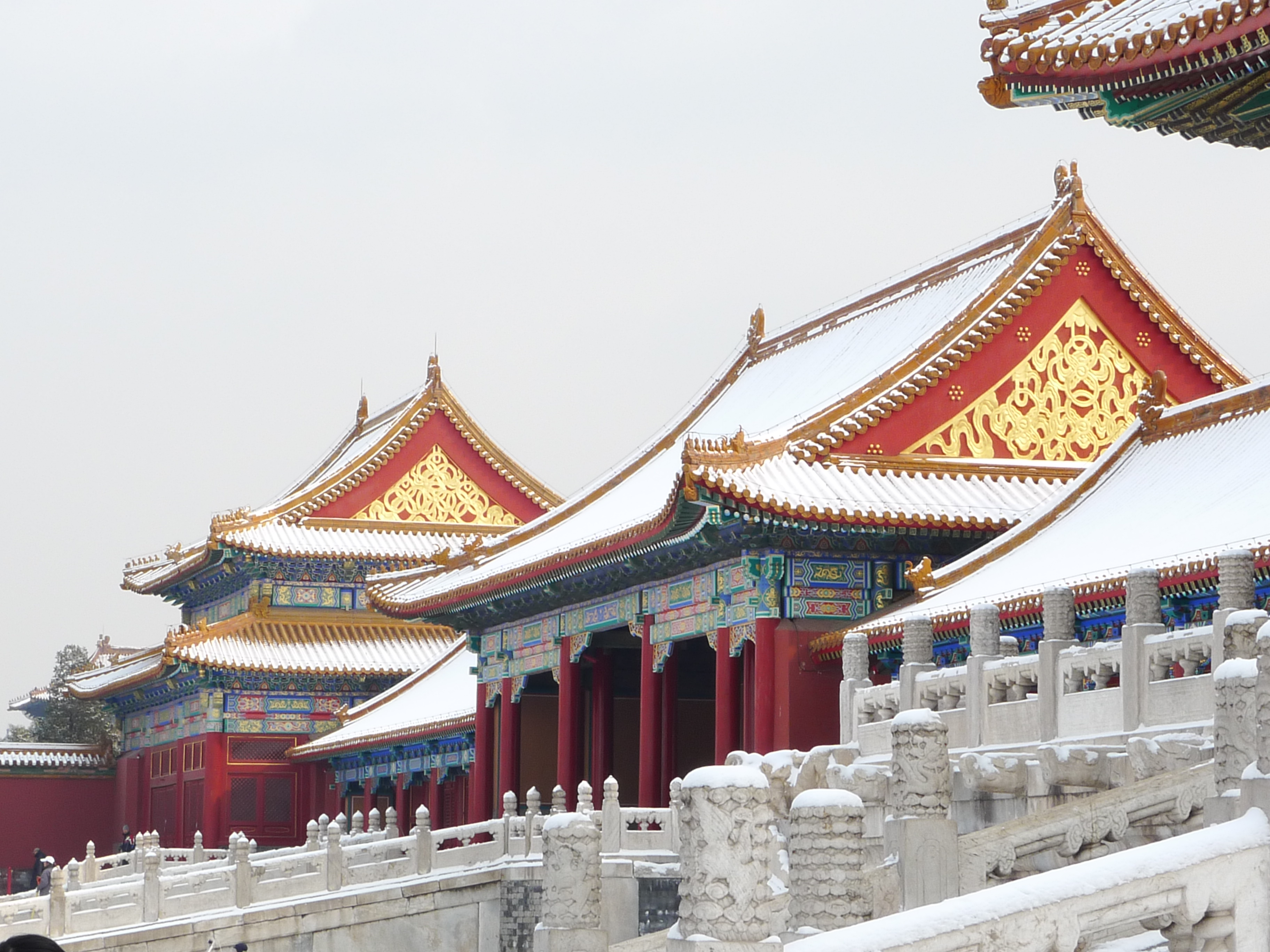

### 명나라 시대
홍무제(1328년~1398년)의 아들 주체가 영락제(1403〜1424년)로 즉위하고 나서, 그는 수도를 난징에서 베이징으로 옮겼고, 1406년 자금성 건축을 시작했다. 14년이 걸린 이 공사엔 100만명 이상의 일꾼을 필요로 했다. 중국 남서부에서 발견되는 고급의 녹나무와 베이징 근처에서 채취되는 큰 대리석 등을 이용하여 지상 최고의 궁전을 지으려 하였다. 정전의 바닥은 특별히 쑤저우에서 구운 “금 벽돌”(金砖,금색의 벽돌)로 포장되었다.
1420년부터 1644년 동안 자금성은 명 왕조의 중심지였다. 그러나 명 후기, 나라의 혼란이 극심해지며 북쪽에서 후금 군대가 몰려오고 내부에서 반란이 발생하였고, 1644년 4월에 순 왕조의 황제라고 자칭한 이자성에 의해 자금성은 함락되었다.

### 청나라 시대
이자성군을 격파한 만주군은 중국의 북쪽에서 패권을 주도했고, 순치제는 중국이 청 왕조의 지배하에 있다고 선언하기 위해 자금성에서 의례를 거행했다. 청의 지배자들은 몇몇 주요한 건물의 이름을 바꾸었는데, “패권”보다는 “조화”를 강조하기 위함이었으며, 이는 건물들의 이름에 중국어와 만주어, 이 두 개의 언어가 섞여있게 만들었다. 또한 궁궐에 샤머니즘적 요소를 불어 넣기도 하였다.
1860년에, 2차 아편전쟁 동안, 영국과 프랑스의 군대는 자금성을 차지했고, 전쟁이 끝날때까지 점령했다. 1900년에 서태후는 1901년까지 자금성이 군대에 의해 점령되도록 내버려둔 채, 의화단 사건 동안 자금성을 도망쳤다.
자금성은 14명의 명나라 황제와 10명의 청나라 황제, 총 24명의 천자를 모셨으며, 자금성은 1912년에 푸이가 퇴위할 때까지 중국의 정치적 중심에 서있었다. 새로운 중국 정부의 허락을 받고, 자금성의 외성은 공용으로 넘겨졌지만, 내성에는 1924년에 쿠데타로 쫓겨나기 전까지 푸이가 거주했다. 1925년에 궁궐 박물관이 자금성 안에 지어졌고, 1937년에 중일 전쟁이 일어나며 자금성 내부의 보물들은 외부로 옮겨졌다. 보물들의 일부는 2차 세계 대전 말에 반환되었지만, 나머지는 장제스의 국민당이 타이완으로 도망치며 1948년에 타이완으로 방출했다. 이 수집품들은 양은 작지만 당시 자금성의 보물들 중 가장 가치가 높은 것들이었고, 1965년까지 창고에 보관된 후, 타이페이의 국립 고궁 박물관에 전시되며 다시 대중에게 공개되었다.

### 중화인민공화국
1949년에 중화 인민 공화국이 수립되며, 온 나라가 혁명의 열기에 휩쓸리면서 자금성에도 몇몇 손상이 생겼다. 문화 대혁명 기간 동안에 자금성에 큰 파괴가 일어날 뻔 하였으나, 당시 총리 저우언라이가 궁궐을 보호하기 위해 군대를 보내면서 피해를 거의 입지 않을 수 있었다.
자금성은 중국의 가장 대표적이고 상징적인 궁궐이기 때문에, 1987년에 “명과 청 황제의 궁궐”로서 유네스코 세계 문화 유산에 지정되었다. 현재 자금성은 고궁 박물관이 관리하고 있고, 모든 건물을 1912년 이전 상태로 수리하고 복원하기 위해 16년간의 재건 프로젝트를 진행하고 있다.
최근에는, 자금성 내부에 입주한 상업 기업의 존재가 논란이 되고 있다. 2000년에 오픈한 스타벅스는 반대를 불러일으켰고 결국 2007년 7월 13일에 문을 닫았다. 중국의 언론은 또한 2006년에 외국 방문자에게 가격을 속이기 위해 중국 시민들의 입장은 거부하는 몇몇 기념품 숍에 대해서도 보도한 바 있다.
2017년 도널드 트럼프 미국 대통령이 자금성 내부에서 만찬을 하며, 중화인민공화국 역사상 처음으로 자금성 내부에서 식사를 한 미국 대통령이 되었다.

## 구조
자금성은 직사각형의 구조를 하고 있는데, 남북으로 961m, 동서로 753m이다. 현재 980개의 건물들이 들어서 있고, 8,886개의 방이 있다. 내려오는 소문에는 자금성 안에 9,999개나 되는 방이 있다고 하나, 조사로 인해 확인된 바는 없다. 청나라 시대까지만 해도 자금성은 황성의 일부였고, 이 황성은 또 베이징 내성의 일부였다. 황성에서 나와 남쪽으로 내려가면 베이징 내성을 지나 베이징 외성으로 나갈 수 있었다.
자금성은 남북의 축을 따라 건물들이 배열되어 있는데, 자금성의 축을 따라가면 천안문 광장과 베이징 외성의 정문까지 곧바로 향할 수 있는 구조를 갖고 있었다. 이 축은 정확히 남북은 아니고, 약 2도 정도 비틀어져 있다고 한다. 학자들의 추정에 따르면, 이 축은 명나라 때 만들어진 것이 아니라 원나라 시대에 만들어진 것이라 한다.

## 벽과 문

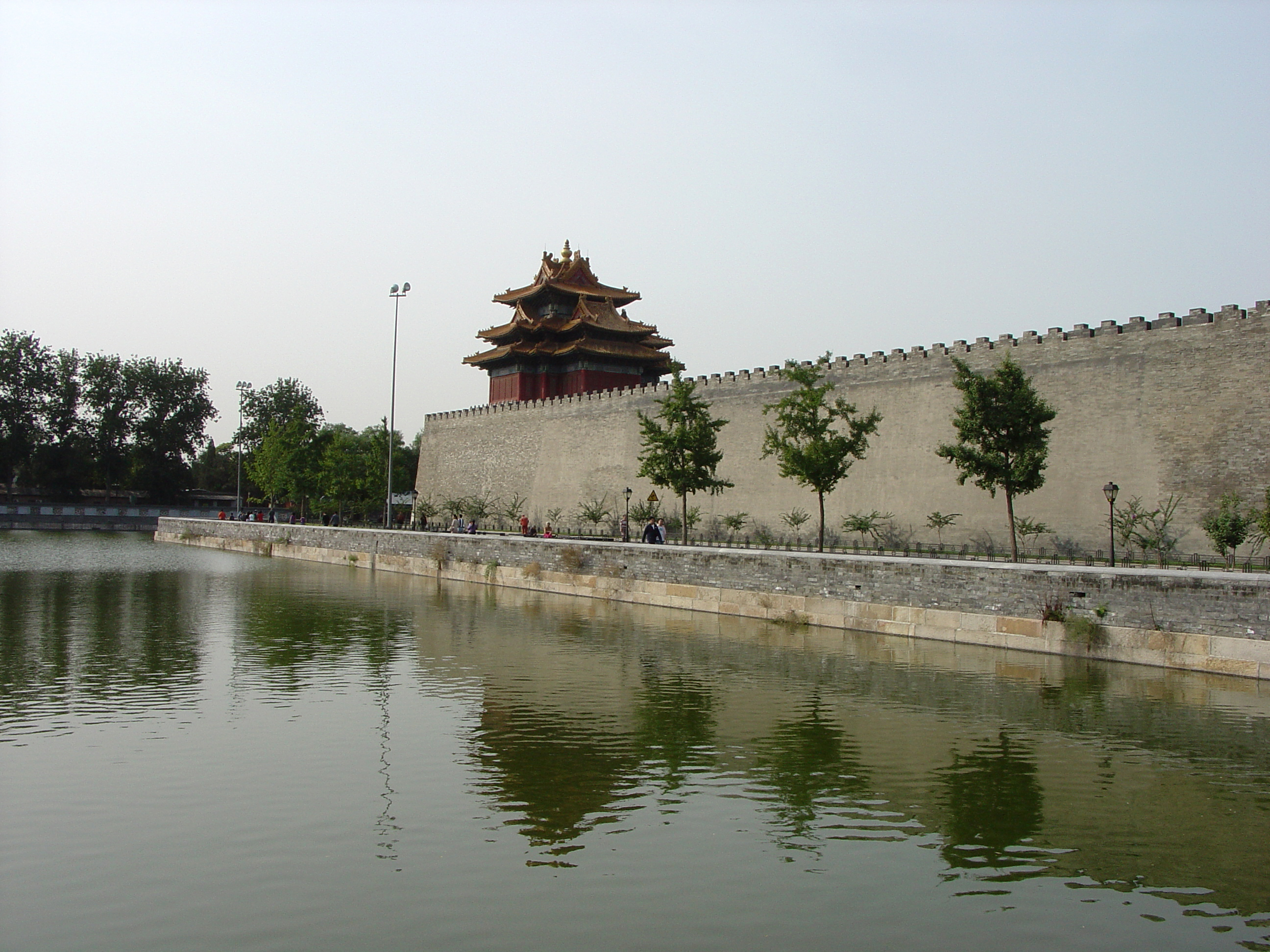
자금성의 성벽

자금성은 7.9m에 달하는 벽과, 6m의 깊이를 자랑하는 거대한 해자로 둘러싸여 있다. 벽은 위로 갈수록 좁아지는 구조로, 아래쪽은 8.62m, 위쪽은 6.66m이다. 이 벽들은 모두 단단히 굳힌 흙으로 쌓았으며, 벽들의 양면에는 벽돌을 두르고 모르타르로 접착했다.
자금성 벽의 네 모서리에는 72개의 모서리를 지닌 거대한 누각들, 즉 각루가 지어져 있는데, 이는 송나라 시대의 설화에서부터 전해져 오는 구조를 그대로 답습해 온 것이다. 성벽을 제외한 높이는 약 27.5m이고, 당시의 모습을 그대로 간직하고 있는 건물들 중 하나이다. 이 탑들은 외부에서 자금성을 볼 때 눈에 가장 잘 띄는 구조물이었기 때문에, 이와 관련된 설화도 많다. 한 설화를 소개하자면, 청나라 시기에 장인들이 이 누각을 보수공사할 때, 그 지어진 설계가 워낙 교묘하여 함부로 손을 대지 못했고, 결국 전설적인 설계자의 손을 빌려서야 겨우 이를 보수할 수 있었다는 이야기가 전해온다.
벽들의 네 면에는 각각 정문들이 하나씩 나 있는데, 남쪽에는 오문, 북쪽에는 신무문, 동쪽에는 동화문, 서쪽에는 서화문이 있다. 특히 오문은 문 양쪽에 거대한 날개가 있어 그위에 누각이 지어져 있으며, 이 문을 통과하는 길은 거대한 돌들로 포장되어 있어, 자금성과 고대 베이징을 관통하는 거대한 축을 이루었다. 오문의 중앙에 있는 문은, 오직 황제만이 통과할 수 있었고, 그 외에는 오직 특별한 경우, 예를 들어 장원에 급제한 학자나, 결혼식을 위해 들어오는 황후만이 이 문을 특별히 그날만 이용할 수 있었다.

### 오문

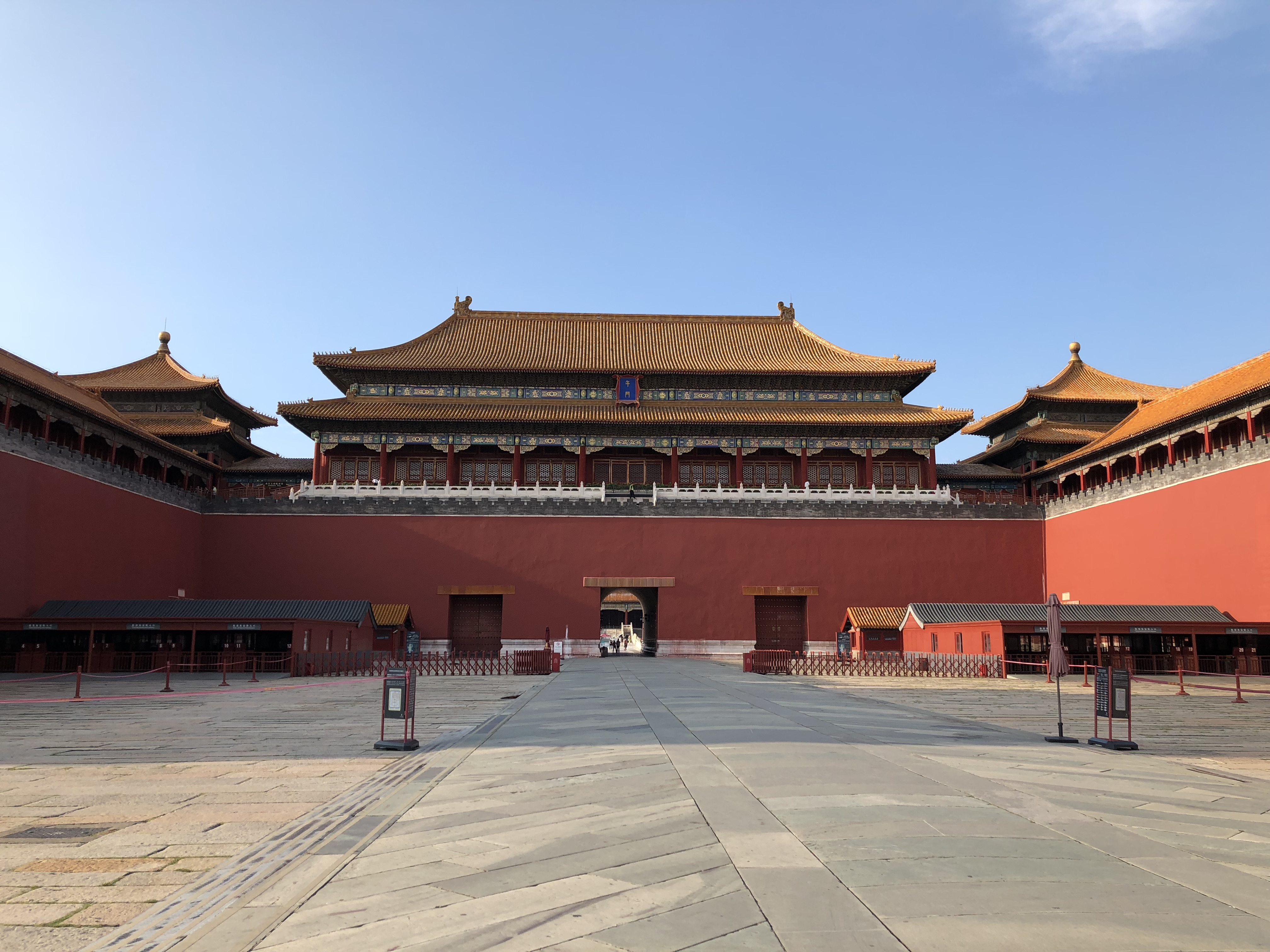
오문

오문(午門)은 1420년에 처음으로 세워졌고, 이후 1647년과 1801년에 보수 공사를 거쳐 현재의 모습에 이르렀다. 오문은 정면 9칸(60.05m), 측면 5칸(25m)의 전루를 가지고 있고, 자금성의 타 문들과는 달리 그 양 옆에 두 개의 날개가 펼쳐져 있다. 오문에는 총 5개의 문들이 존재하는데, 이들 중 약 3개의 문은 가운데 부분에 몰려 있고, 나머지 2개의 문은 양 옆의 날개 부분에 뚫려 있다. 맨 가운데 문은 오직 황제만이 출입할 수 있었고, 유일한 예외는 결혼식 날의 황후만이 그 날 한 번 가운데 문을 통하여 자금성을 출입할 수 있었고, 또는 과거시험에서 장원에 급제한 학자들만이 시험을 마치고 퇴궐할 때 이 문을 이용할 수 있었다. 나머지 관리들이나 시종들은 모두 양 옆의 4개 문들을 사용하여 궁성 내부를 출입하였다. 오문을 지나면 태화문으로 들어갈 수 있다.
오문은 '오봉루(五鳳樓)'라고도 불리는데, 이는 5개의 전각들로 구성된 이 오문이 마치 봉황이 날개를 활짝 펼친 모습과 비슷하다고 하다고 여겨졌기 때문이다. 황실 칙령들과 법령들이 이 곳에서 공포되었고, 혹은 장수들이 전쟁에 나가 승전하고 돌아왔을 때 황제가 이 문에서 군사장병들을 치하하였는데, 가끔씩 이 행사와 함께 전쟁 포로들이 대거 참수되는 행사가 동반되기도 하였다. 보통 민간 구전에 의하면 이 곳에서 태만한 관리들이 사형당했다는 말도 있으나, 실제로는 관리들이 체벌에 준하는 형벌을 받는 것에만 그쳤다.

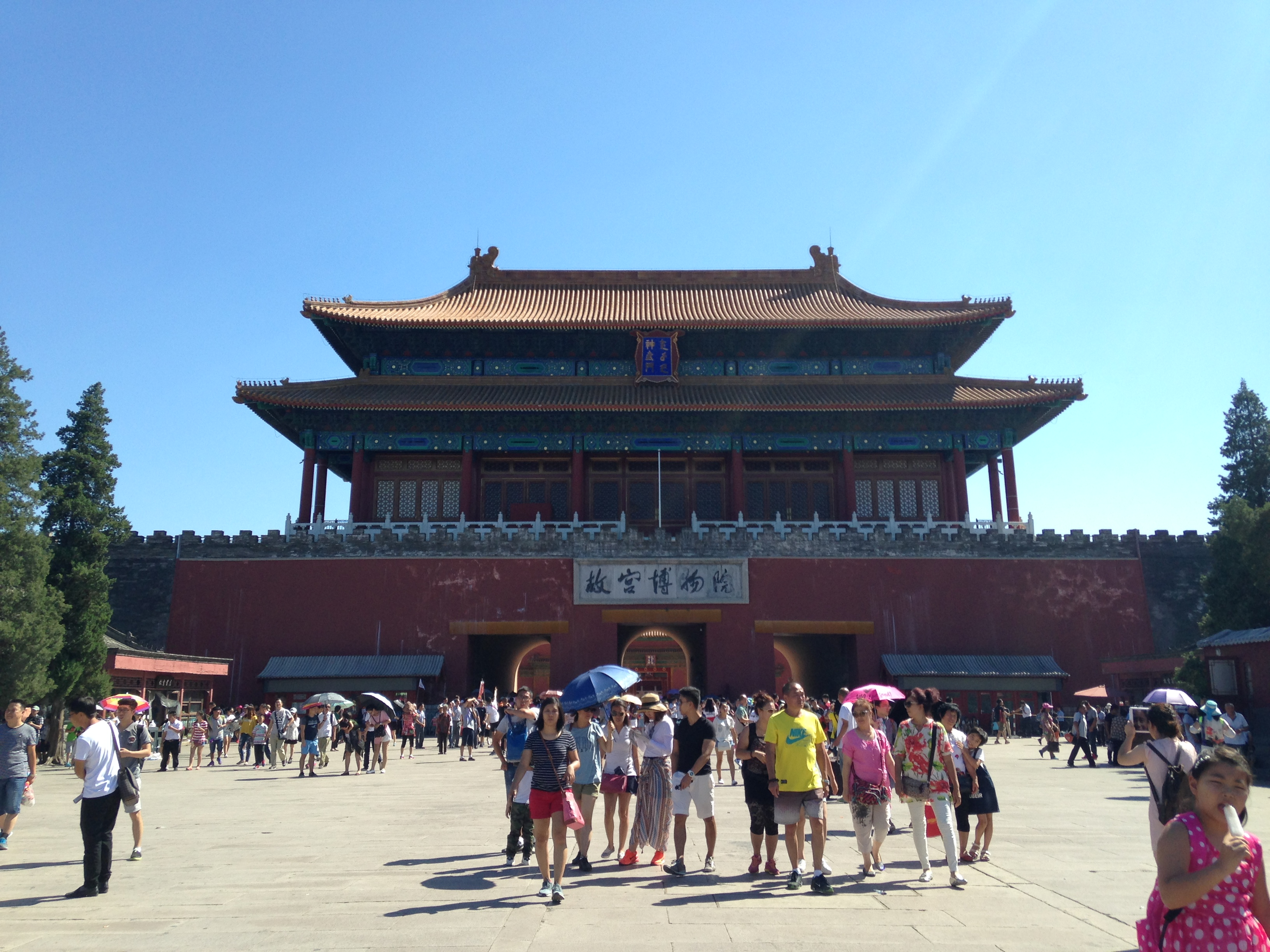
신무문

### 신무문
신무문(神武門)은 자금성의 북문이자 후문이다. 1420년에 영락제가 자금성을 지을 때 함께 처음으로 지어졌고, 그 당시의 이름은 현무문(玄武門)이었다. 하지만 나중에 강희제가 즉위하며, 황제의 이름에 玄자가 들어가 있다는 이유로 문의 명칭에서 이 한자를 빼버리고 대신 神자로 피휘하였다. 신무문을 나서면 먼저 자금성의 해자가 나오고, 이를 지나서 경산공원으로 올라갈 수 있다. 정면 5칸, 측면 1칸의 전루가 위에 올라가 있으며, 총 3개의 문이 뚫려 있어 그 곳으로 출입할 수 있다. '고궁박물원'이라는 뜻의 편액이 입구 위에 걸려있다. 특히 선통제가 퇴위하며 자금성을 떠날 때 이 문을 이용하여 떠난 것으로 유명하다.

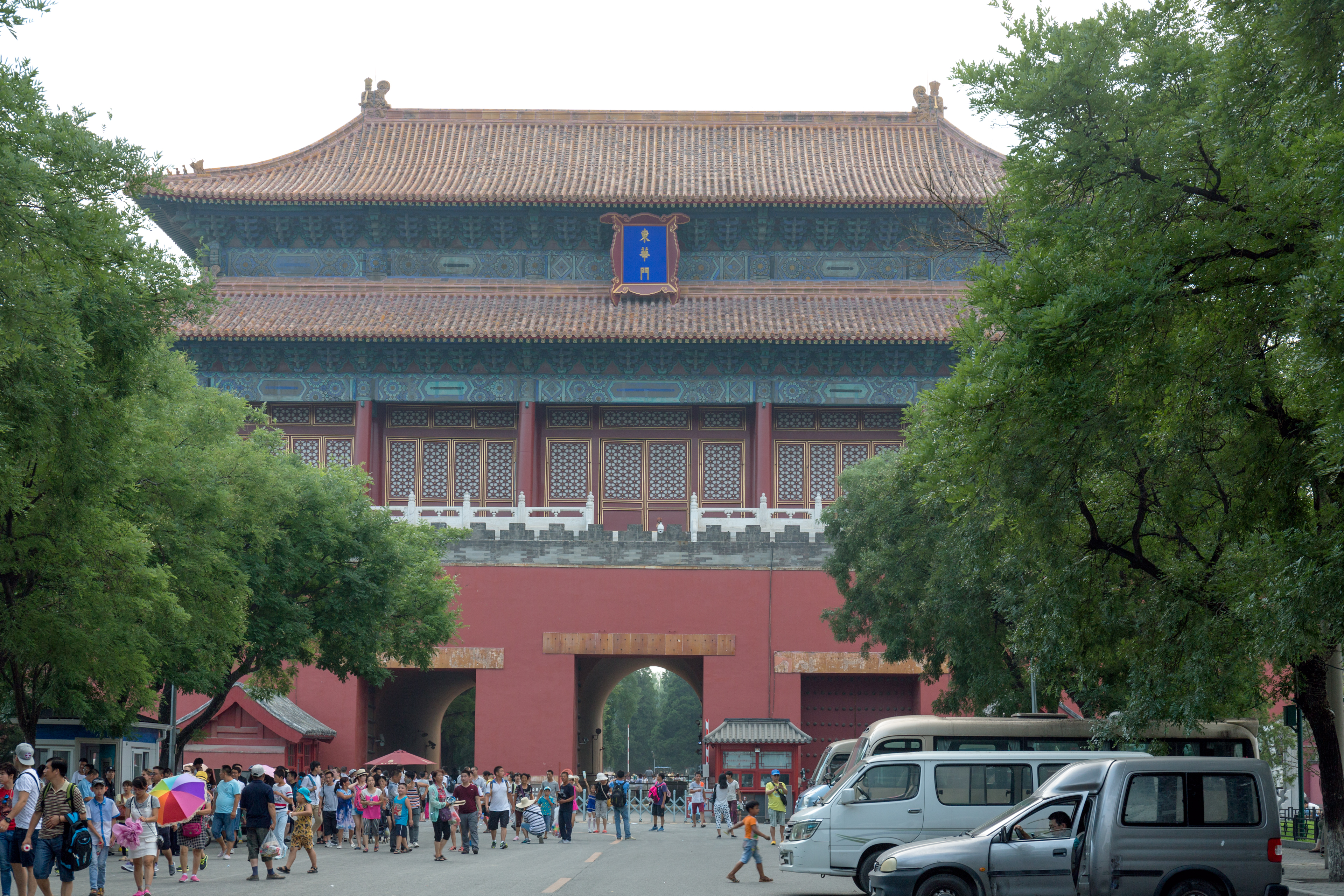
동화문

### 동화문
동화문(東華門)은 자금성의 동문이다. 1420년, 다른 문들과 함께 처음으로 지어졌다. 정면 5칸, 측면 3칸의 전루를 가지고 있다. 청나라 시절 당시에는 황제나 황후, 혹은 황실 고위 인사들이 세상을 떠났을 때 그 재궁(梓宮)이 이 곳을 통하여 나갔기에 이 문을 귀신의 문, 즉 '귀문(鬼門)이라고 부르기도 하였다.

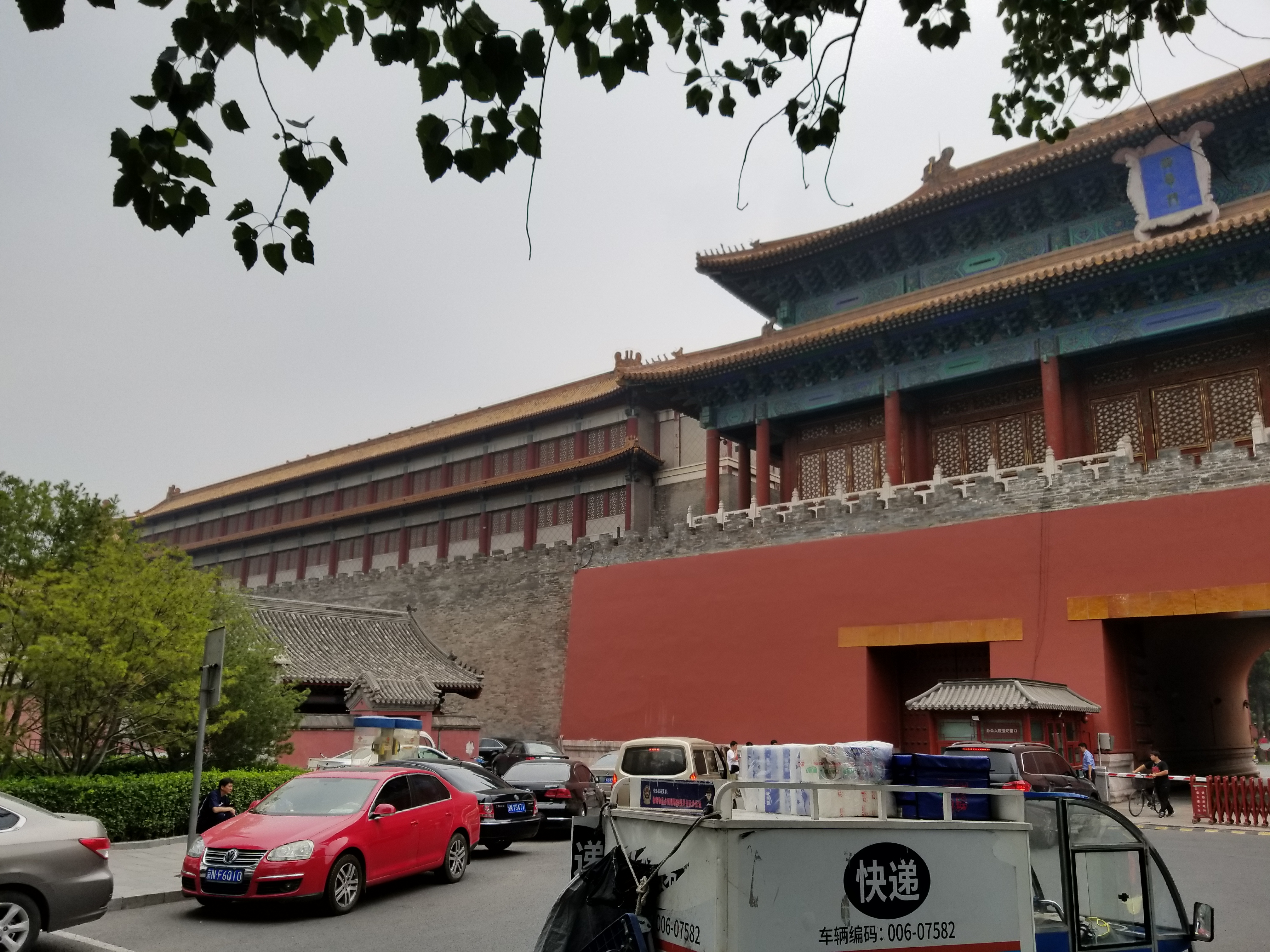
서화문

### 서화문
서화문(西華門)은 자금성의 서문이다. 동쪽에 있는 동화문과 거의 일치하는 모습을 하고 있으며, 1420년에 처음으로 지어졌다. 동화문과 마찬가지로 정면 5칸, 측면 3칸의 각루를 갖고 있다. 1900년 당시 8개국 연합군이 베이징을 점령하였을 때, 서태후와 광서제가 이 문을 통하여 자금성을 급히 빠져나갔다.

## 외조
전통적으로 자금성은 2개의 영역으로 구분되었는데, 남쪽에 있는 외조와 북쪽의 내조이다. 보통 외조에서 공식적이고 상징적인 의례들이 많이 거행되었으며, 내조에서는 황제의 사생활이 이루어졌다. 자금성은 총 3개의 축을 갖고 있는데, 외조를 이루는 가장 중요한 궁전들은 모두 가운데 축을 따라 배열되어, 황궁 전체를 수직적, 수평적으로 잘라 질서 정연하게 배치되게 하였다.
오문을 통과하면 큰 광장을 관통하고 있는 거대한 내금수하(内金水河)가 보이는데, 이 인공 수로 위에는 5개의 다리, 즉 금천교들이 놓여 있어 이들을 이용하여 건널 수 있게 되어 있다. 역시 마찬가지로 가운데 다리는 황제 전용이었으며, 신하들은 양 옆의 4개 다리를 사용하였다. 그 뒤에는 태화문이 버티고 있으며, 이 문을 통과하면 태화전, 중화전, 보화전과 같은 자금성에서 가장 중요한 궁전들이 자리해 있다.

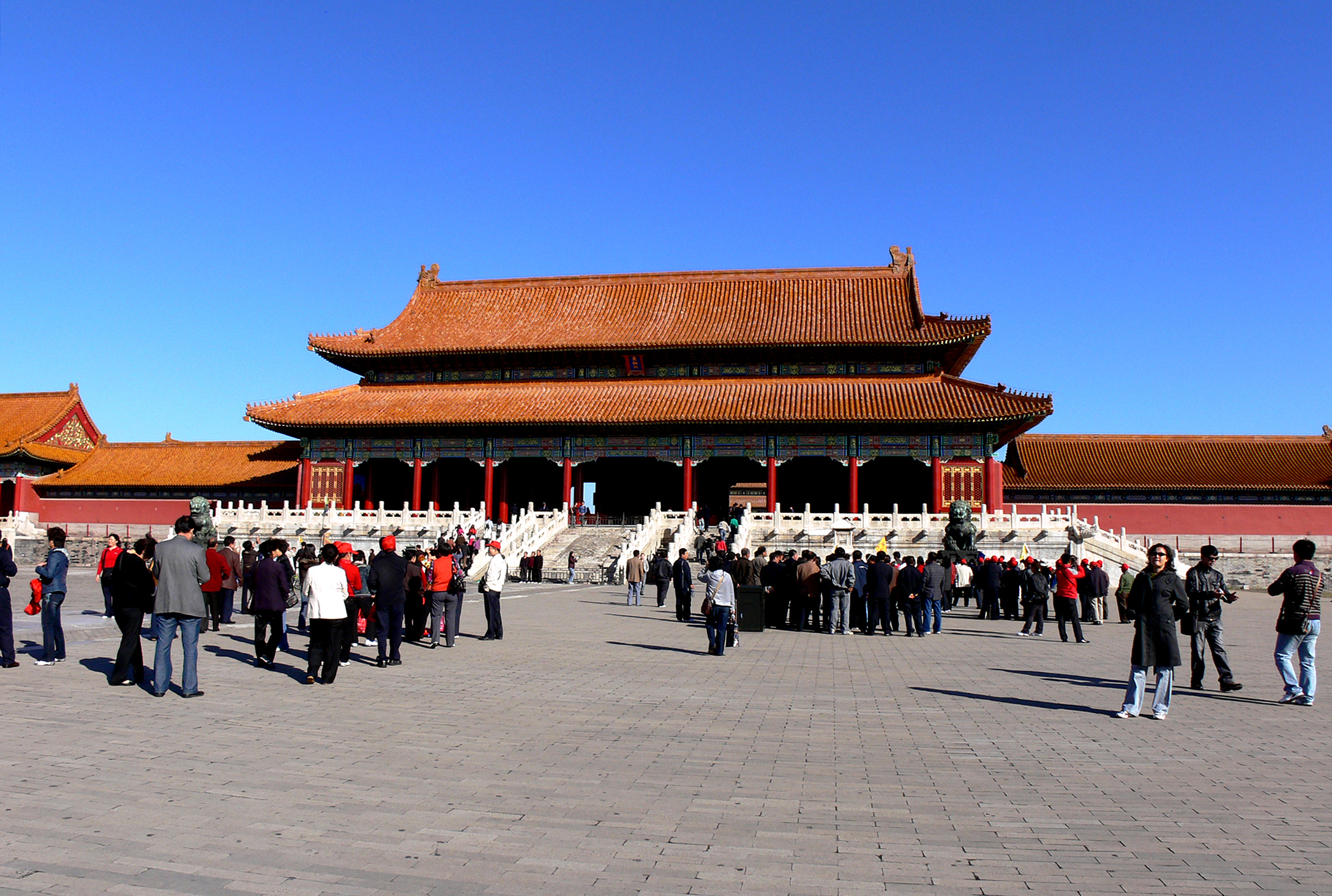
태화문

### 태화문
태화문(太和門)은 태화전으로 통하는 전문으로, 명나라 때 처음 지어졌을 때에는 봉천문(奉天門)이라는 이름을 가지고 있었으며, 가정제 때 황극문(皇極門)으로 개칭되었으며, 이후 순치제 때 태화문이라는 이름을 얻게 되었다. 1886년에 등불에서 번진 불길로 인해 한번 전소되었던 바 있으며, 현존하는 유적은 1894년에 다시 복구한 것이다. 정면 9칸, 측면 3칸의 건물이며, 높이 23.8m, 면적은 1,371.4㎡이다. 명나라 시대에 황제가 이 곳에서 신하들의 아침 조회를 받았으나 실질적인 업무는 하지 않았고 거의 황제의 성실성을 보여준다는 식의 상징성을 띠고 있을 뿐이었다. 청나라 시대에는 주로 건청문에서 황제의 아침 조회가 열렸고, 태화문은 조금 더 상징적인 행사들을 주로 수행하는 역할을 맡았다. 태화문의 왼쪽에는 정경문(貞慶門), 오른쪽에는 소덕문(昭德門)이 자리한다. 

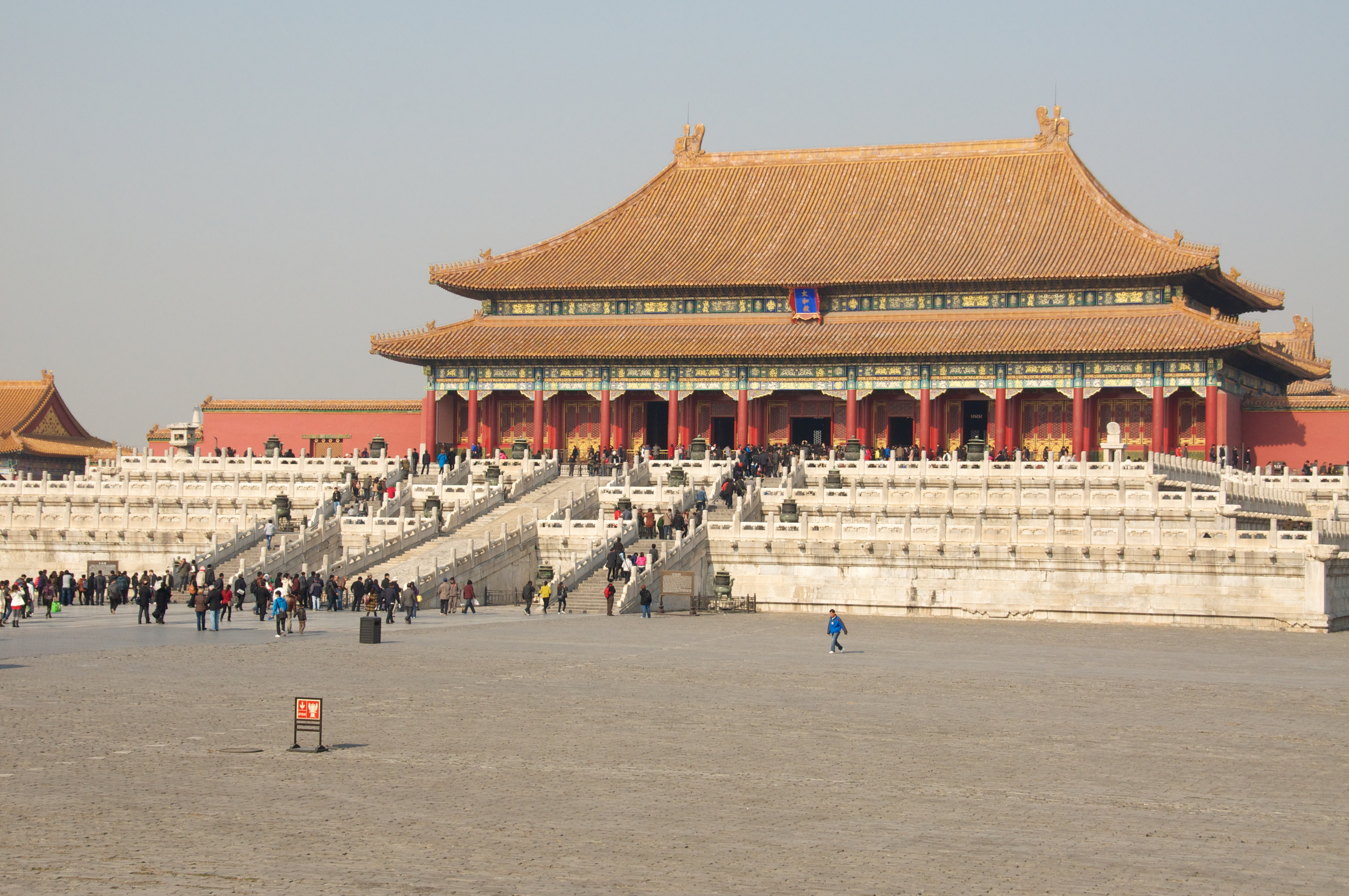
태화전

### 태화전
태화전(太和殿)은 자금성의 정전으로, 높이 8.13m 나 되는 3층 백색 대리석 기단 위에 세워졌고, 총 높이는 35.05m이며 청동 화로들이 그 주위에 세워져 있다. 본래 명나라 시대에는 봉천전(奉天殿)이라는 이름이었으나, 1562년 가정제 때 황극전(皇極殿)이라는 이름으로 개칭되었고, 현재의 이름 '태화전'은 청나라 시대에 순치제가 1645년에 직접 지은 이름이다. 면적 2,368㎡, 폭 66m를 자랑하며, 정면 11칸, 측면 5칸의 건물이며 자금성 내부에서 규모가 가장 큰 건축물이다. 또한 중국에서 현존하는 가장 거대한 목조 건축물이기도 하다. 태화전의 천장에는 거대한 황금 용이 조각되어 있으며, 거대한 여의주를 물고 있다. 전설에 따르면, 황제에게 반역할 뜻을 품고 있는 자가 이 앞에 서면 천장의 용이 이 여의주를 뱉어내 그자를 죽인다고 한다. 총 72개의 남목 기둥으로 지탱되고 있으며, 그들 중 특히 황제의 옥좌와 가까운 6개의 기둥들은 모두 금이 덧씌워져 있으며, 옥좌는 황금으로 용이 꿈틀되며 승천하는 모습이 새겨져 있다. 명나라 시대에는 황제가 바로 이곳에서 대신들과 국사를 의논하였으며, 청나라 시대에는 이곳에서 황제의 즉위식, 결혼식, 책봉식과 같은 국가의 가장 중요한 행사들만 열리게 되었다. 또한 명, 청 시절 24명의 황제가 제위를 물려받을 때 모두 태화전에서 성대한 의식을 거행하였다.

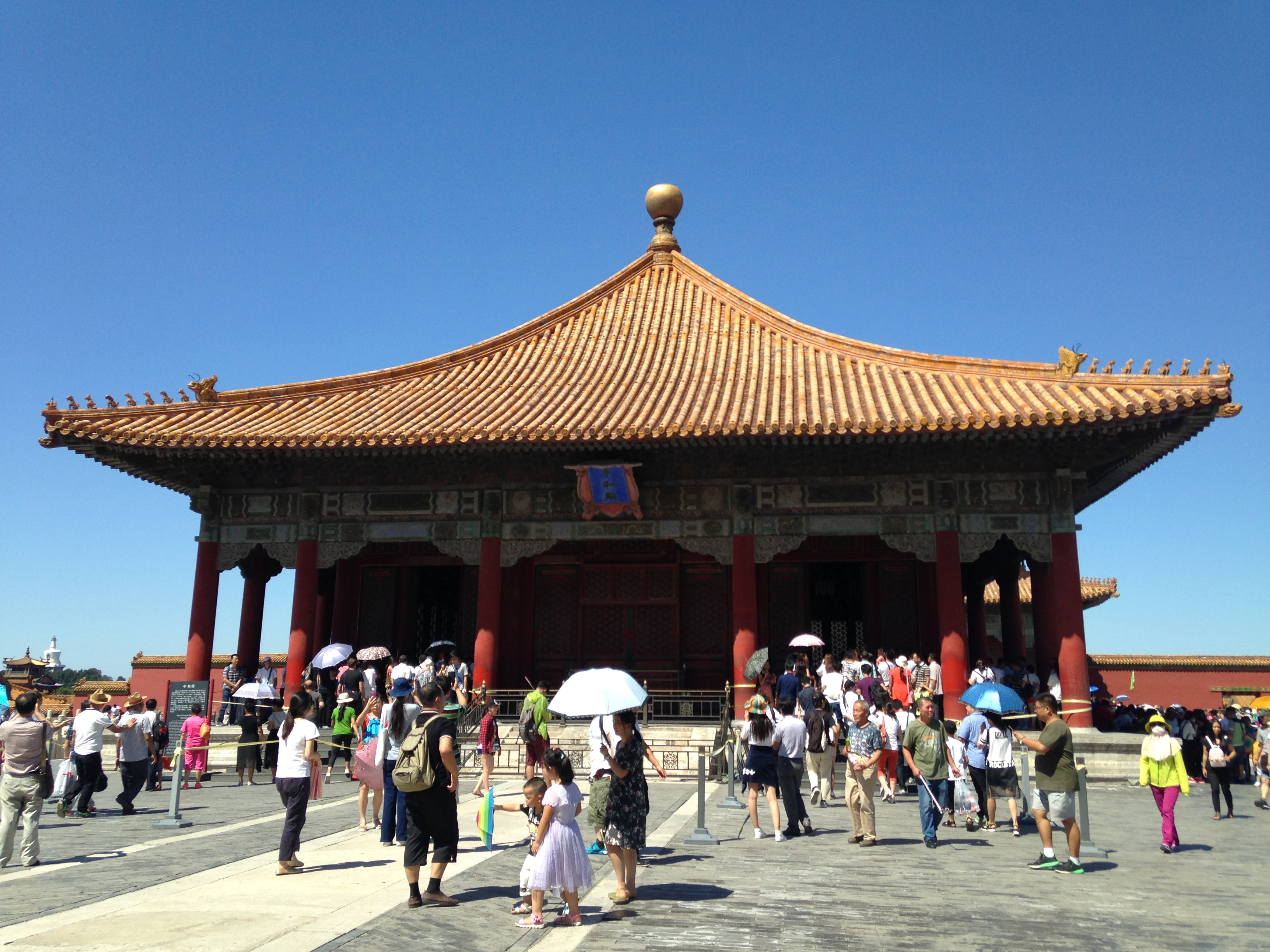
중화전

### 중화전
중화전(中和殿)은 태화전에서 행사가 있을 때, 이를 준비하기 위해 내조에서 나온 황제가 잠시 쉬던 곳이며, 황제가 예복을 갈아입던 의상실이었다. 정면 3칸, 측면 3칸의 정방형 모습을 하고 있으며 높이는 약 29m, 면적은 580㎡이다. 1420년에는 화개전(華蓋殿)이라는 이름을 가지고 있었으며, 가정제 때 중극전(中極殿), 순치제 때 현재의 이름인 중화전으로 개칭되었다. '중화'라는 단어는 예기(禮記)의 중용(中庸)의 구절들 중, '중이란 천하 모든 것의 가장 큰 근본이며, 화란 천하 모든 것에 두루 통하는 도이다(中也者天下之本也, 和也者天下之道也)'라는 구절에서 따온 것이라고 한다. 보통 황제들은 이 곳에서 간단한 상소문들을 읽고 처리하거나 신하들을 잠시 만나기도 하였으며, 이 곳에서 예복을 갈아입고 태화전 쪽으로 나갔다. 특히 청나라의 황제들은 의상 감각이 유난히 뛰어났다고 하며, 법도에 따라 특정 달, 특정 날에 입는 예복이 정해져 있었지만 평상복도 오늘 입었던 것은 그 다음 날 입지 않을 정도로 호화로운 생활을 하였다고 한다. 또한 중화전은 황제가 개인적으로 대신들이나 외국사절을 만나기도 한 곳이기도 하고, 과거 시험을 치르는 곳이기도 하였다.

### 보화전

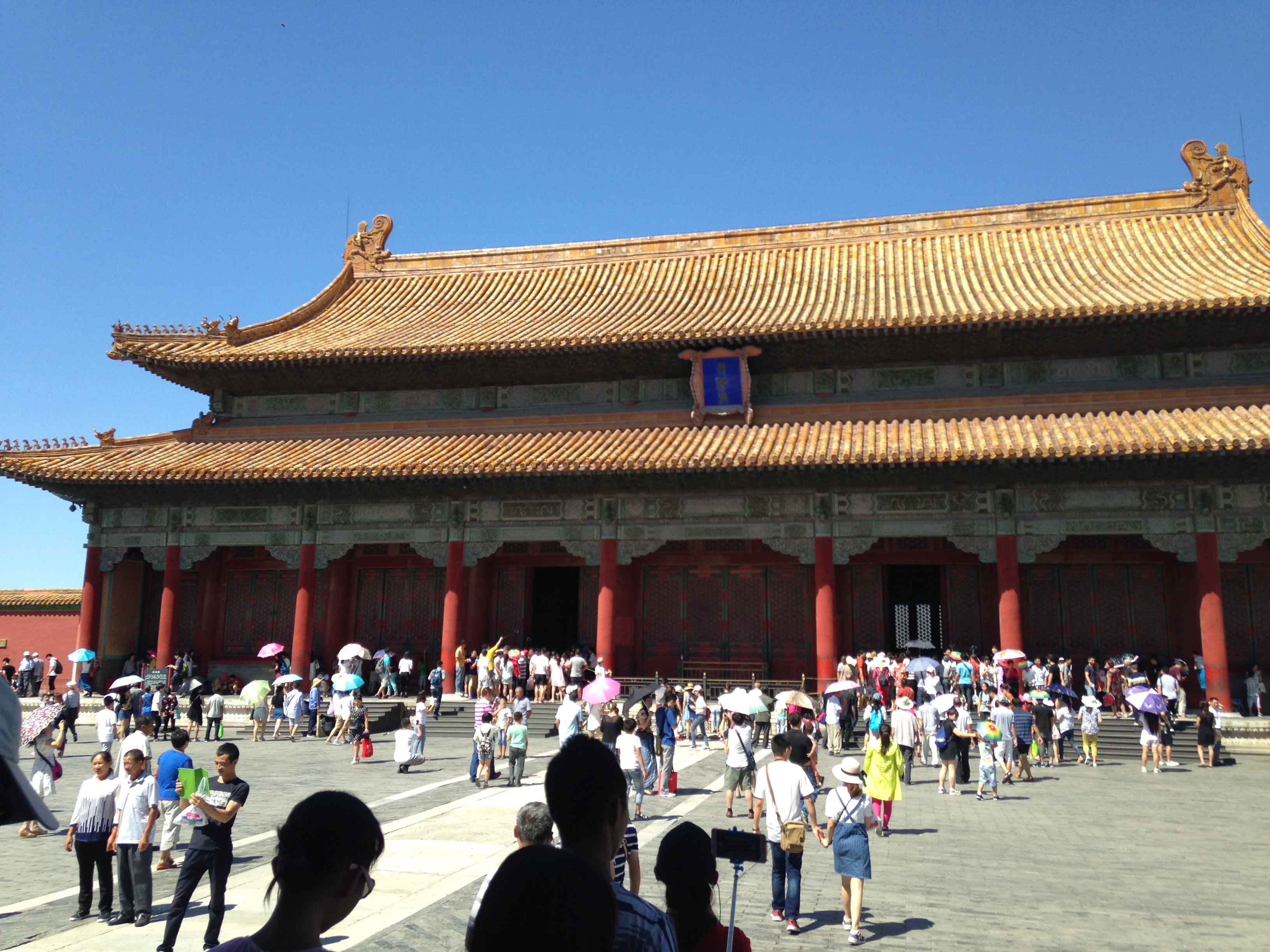
보화전

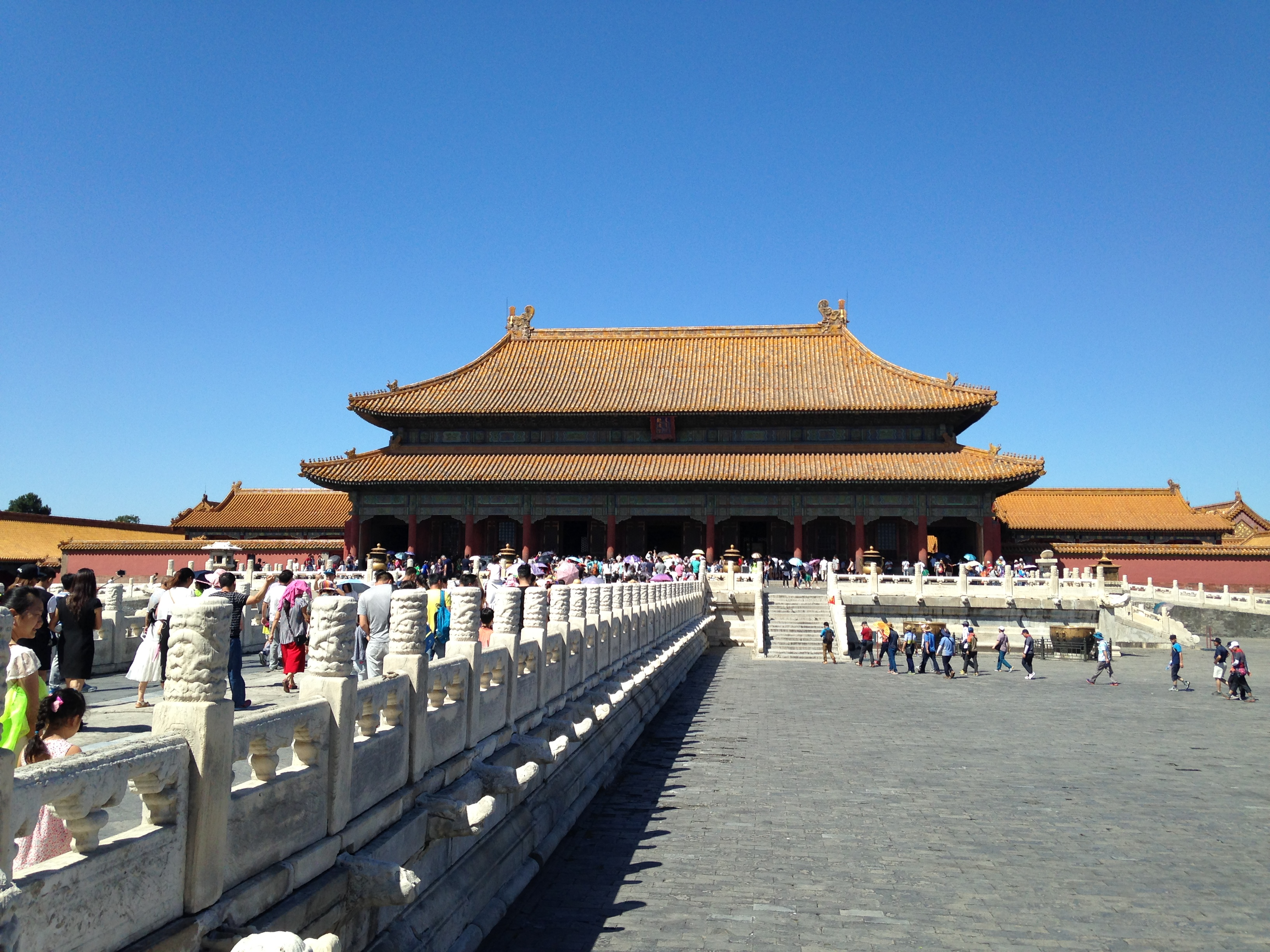
건청궁

보화전(保和殿)은 태화전과 같은 설계로 만들어졌으나, 태화전보다는 약간 작은 크기로 높이 29.5m, 면전 1,240㎡이다. 정면 9칸, 측면 5칸의 전각이며 1420년에는 근신전(謹身殿), 가정제 때에는 건극전(建極殿), 순치제 때에 보화전이라는 이름으로 바뀌었다. 또한 명나라 당시에는 중화전과 마찬가지로 황제가 이 곳에서 약간의 휴식을 취하거나 상소문을 읽고 신하들을 접견하는 등 간단한 일상 업무들을 소화하였다. 추가적으로 보화전에서는 황제가 제야, 정월보름 및 비정기적으로 대신들을 대상으로 성대한 연회를 벌였으며, 청나라 건륭제때부터 이곳에서 과거의 최종시험을 치렀다.

### 무영전
무영전(武英殿)은 그 옆에 있는 문화전과 대칭되는 구조로 지어진 전각이다. 정면 5칸, 측면 3칸의 건물이며 그 가로 길이는 33.4m이고, 기단의 높이는 약 1.5m이다. 후면에는 후전인 경사전(敬思殿)과 천랑을 통하여 연결되어 있으며, 오른쪽과 왼쪽에는 배전인 응도전(凝道殿)과 환장전(煥章殿)이 자리하고 있다. 명나라 시대에는 황제가 이 곳에서 정무를 보거나 대신들을 접견하곤 하였다. 1644년에 자금성과 베이징을 점령한 이자성이 이 전각에서 황제 즉위식을 거행하였으며, 청나라 때에는 흠정본(欽定本)의 간행이 바로 이 곳에서 이루어졌는데, 이 흠정본은 무영전판이라고도 불리며 역사적, 사료적으로도 큰 가치를 갖고 있다. 다만 1869년에 무영전 일대가 화재로 뒤덮이며 전판들의 일부가 소실되었고, 건물은 복원되었으나 전판들은 미처 복구되지 못함에 따라 현재는 일부만이 대만 국립 고궁 박물원에 소장되어 있다.

### 문화전
문화전(文華殿)은 자금성의 서쪽에 있는 문화전과 대칭되게 지어진 전각이다. 정면 5칸, 측면 3칸의 건물이며, 명나라 시대에는 황제의 편전으로 쓰였으나 후기로 감에 따라 태자가 황제 대신 이 곳에서 정사를 돌보곤 하였다. 천랑을 통하여 후전인 주경전(主敬殿)과 연결되어 있고, 오른쪽과 왼쪽에는 배전인 본인전(本仁殿)과 집의전(集義殿)이 자리하고 있다. 청나라 시대에는 매년 봄과 가을에 유학자들에 의해 경연이 열리던 장소였으며, 나중에는 편전이 되었다. 건륭제 때, 1776년에 문화전 뒤쪽에 문연각(文淵閣)을 세웠고 이 건물에 사고전서 등을 포함한 황실의 귀중한 서적, 사료들을 이 곳에 보관하였다.

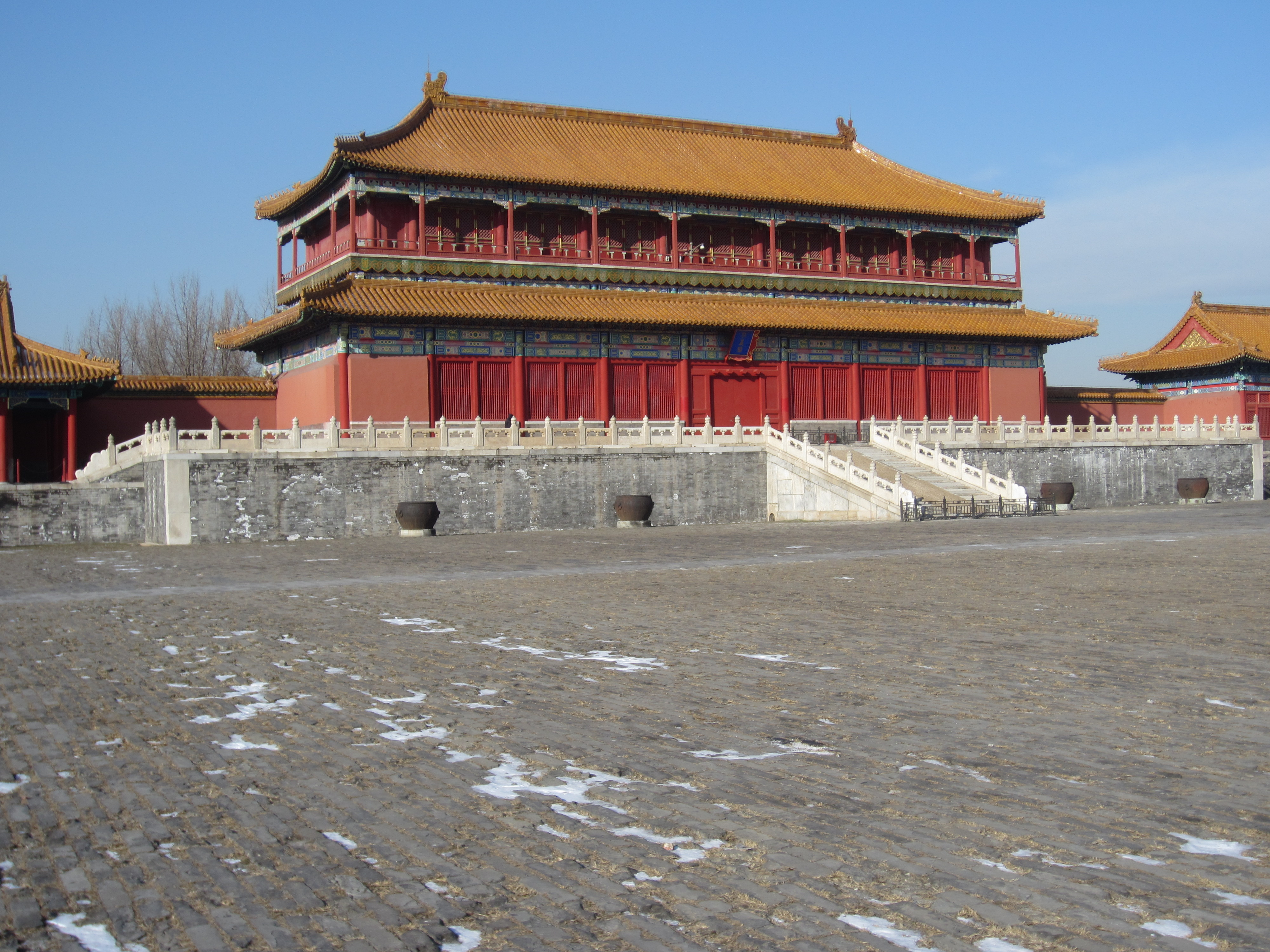
홍의각

### 홍의각
홍의각(弘義閣)은 무영전과 문화전과 마찬가지로, 동쪽에 위치한 체인각과 대칭을 이루는 구조로 지어졌다. 정면 9칸, 측면 3칸의 전각이며, 그 높이는 약 25m이다. 1420년, 명나라 시대 초기에는 무루(武樓), 가정제 때에는 무성각(武成閣), 청나라 순치제 시대에 지금의 이름인 홍의각이라는 이름을 갖게 되었다. 한때 이 곳에 명나라 시대의 편찬물은 <영락대전>이 보관되어 있었으나, 현재는 소장되어 있지 않다.

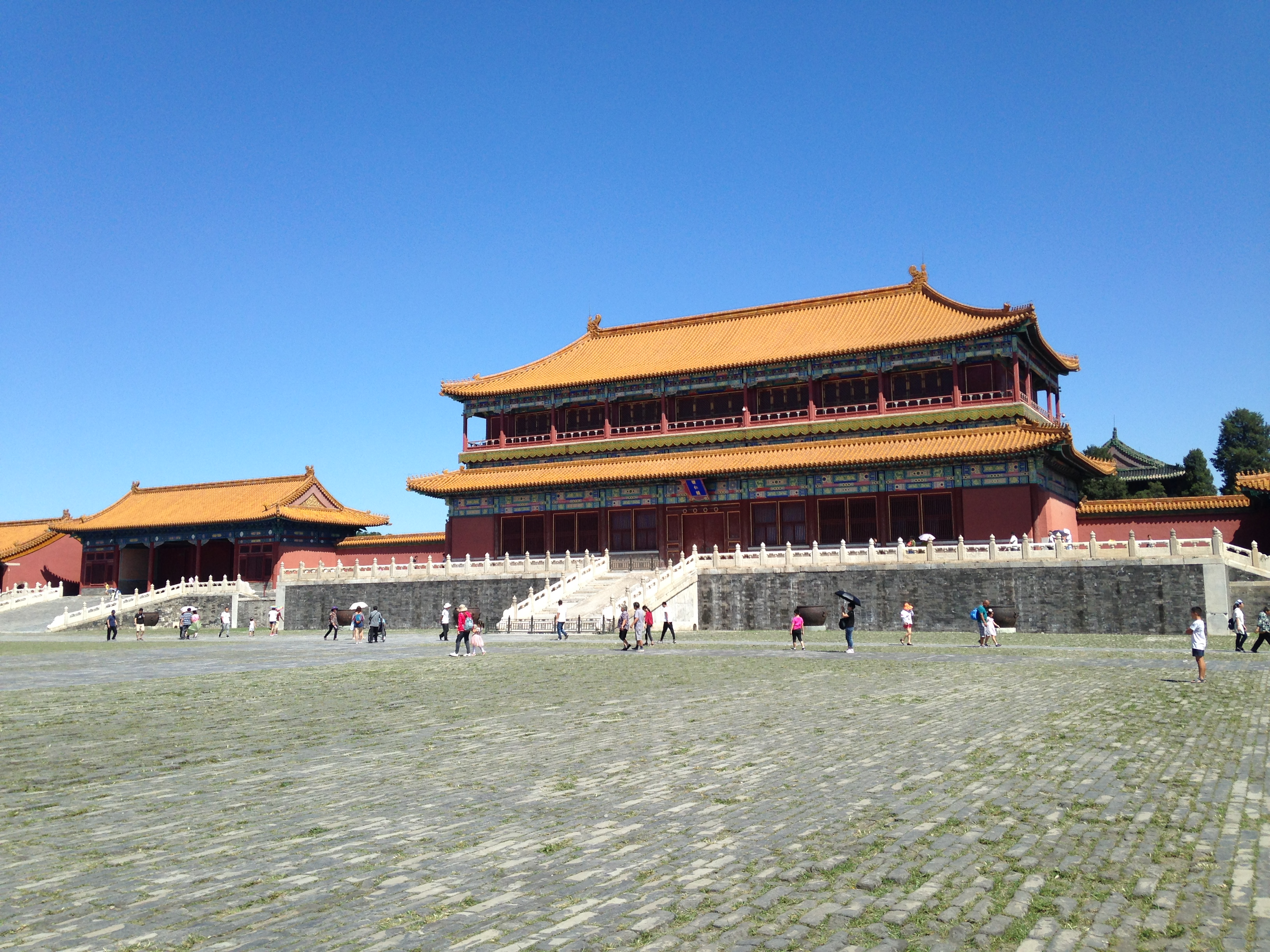
체인각

### 체인각
체인각(體仁閣)은 서쪽에 자리한 홍의각과 대칭을 이루는 전각으로, 정면 9칸, 측면 3칸, 높이 25m의 크기를 가지고 있다. 1420년, 명나라 초기에는 문루(文樓), 가정제 때에는 문소각(文昭閣), 청나라 순치제 재위 시에 체인각이라는 명칭을 얻었다. 1678년, 강희제 때에 143인의 학자들이 모여 명나라의 역사를 기록한 <명사(明史)>를 펴내었다. 1783년에 화재로 인해 소실되었다가 이후 다시 중건되었다.
외조의 궁전들에는 모두 거대한 대리석 답도가 용을 양각하여 조각되어 있다. 특히 보화전 뒤에 있는 거대한 답도는 무려 16.57m에 달하는 거대한 대리석을 통째로 깎아 만들었고,무게가 200톤을 넘어가며, 중국에서 가장 큰 양각 조각이다. 태화전 앞에 있는 답도도 거대하긴 하지만, 이 답도는 2개의 거대한 돌덩어리를 이어붙여 만든 것이다. 이 돌덩어리들의 이음새는 조각 사이에 워낙 교묘하게 숨겨져 있어 찾지 못하다가, 후에 20세기가 되서야 보수 공사를 할 때 발견했다고 한다.

### 자금성 동남부 권역
- 전심전(傳心殿) : 전심전은 문화전 동쪽에 있는 제사 의례용 건축물로, 동서 길이 25m, 남북 길이 100m의 권역 내부에 자리하고 있다. 권역 안에는 제사 때 사용되는 건물들이 있는데 경산정(硬山頂)에 정면 5칸, 측면 3칸의 치생소(治牲所), 3칸의 축판방(祝版房), 3칸의 신주(神廚), 5칸의 치방(值房) 등이 그것이다. 청나라 강희제 때는 이곳 정중앙에 복희·신농·요·순·우·탕·문왕·무왕의 신위를, 동쪽에는 주공의 신위를, 서쪽에는 공자의 신위를 모시고 철마다 제사를 지냈다.
- 문연각(文淵閣) : 문연각은 1773년에 편찬한 <사고전서>를 보관하기 위해 1776년에 완성된 전각이다. 이곳을 지을 때 해녕 지역의 유명 장서각인 천일각의 구조를 참고하여 지었으며 이후 문연각은 청나라가 세운 대표적인 장서처인 북4각(문연각·문원각(文源閣)·문진각(文津閣)·문소각(文溯閣))과 남3각(문종각(文宗閣)·문회각(文匯閣)·문란각(文瀾閣))의 건축적인 규범이 되었다. 자금성에서 거의 유일하게 검은색 기와를 얹은 건물이기도 한데, 이는 검은색이 오행에서 '물'을 상징하는 색이었기에 혹시모를 화재를 예방하기 위하여 이렇게 지었다고 한다.

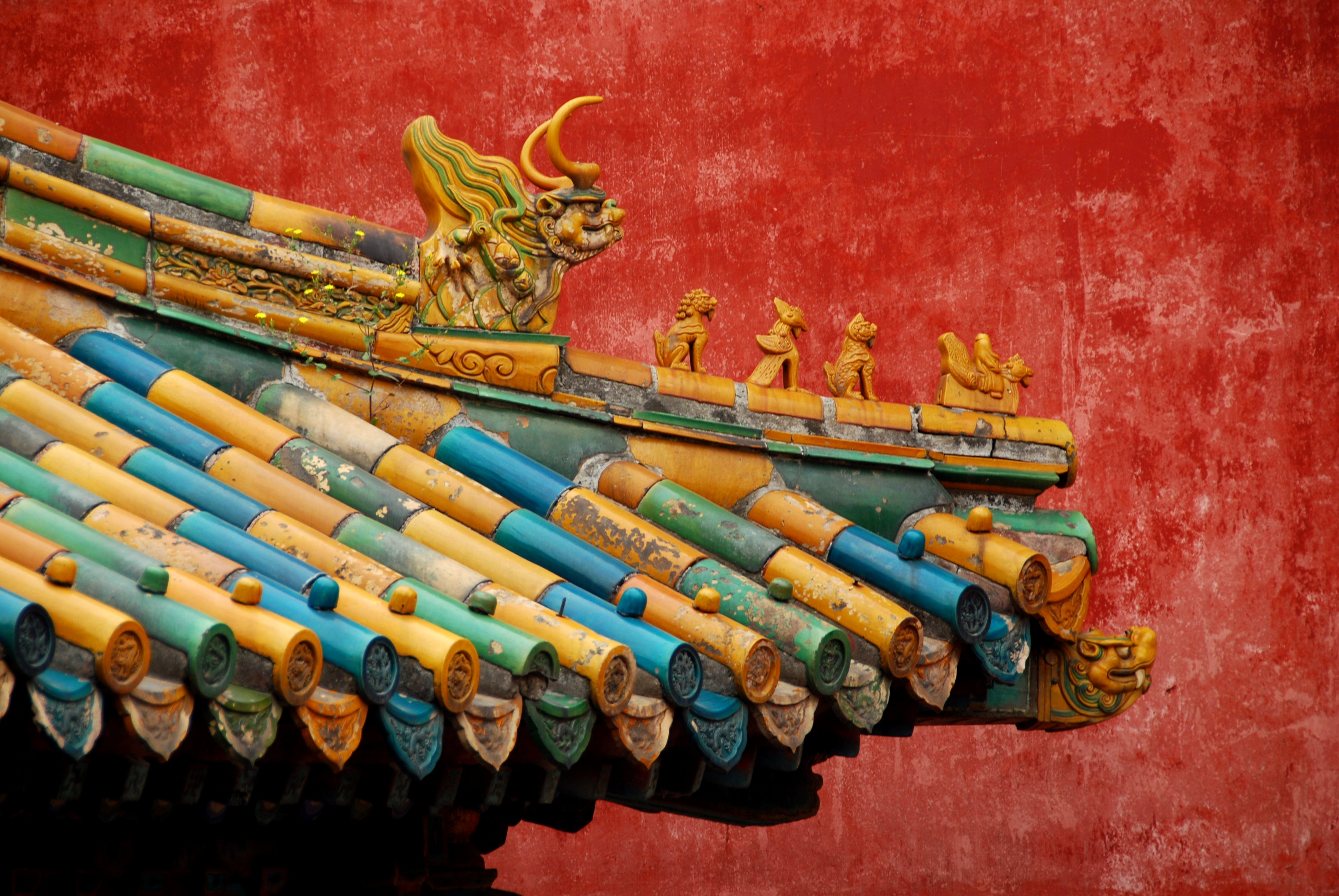
녹색과 청색 기와를 얹은 지붕

- 남3소(南三所) : 남3소는 명나라 때는 이 일대에 단경전(端敬殿)과 단본궁(端本宮), 힐방전(擷芳殿) 등이 있어서, 본리 황태자가 살던 처소였으나, 청나라가 들어서며 강희제 때 일반 궁인들의 처소로 바뀌었고, 1746년에 이곳에 새로이 전각과 정원들을 꾸며 다시 황자들의 처소로 삼았다. 위치상 동쪽에 있기에 청색과 녹색의 유리기와를 얹은 것이 특징이다. 청색과 녹색은 또한 생명과 성장의 색깔로 여겨졌던 색이었기에, 미래에 황실을 책임질 황자들의 안녕을 기원하기 위하여 이렇게 꾸며놓았다는 말도 있다. 1782년 9월 16일 도광제가 이곳 힐방전에서 태어났다.
- 내각대당(內閣大堂) : 내각대당은 청나라 때 전각대학사들이 모여 국사를 논하던 곳이다. 참고로 전각대학사란 현재의 국무위원과 비슷한 지위로, 국가에서 가장 명예로운 직책들 중 하나였다.

### 자금성 서남부 권역
- 남훈전(南薰殿) : 남훈전은 명나라 때 세워진 정면 5칸의 전각으로 휘호를 올리거나 책봉식 등에 사용된 금보와 금책문을 보관했다. 1749년(건륭 14)에 중수해 그때까지 궁궐에서 소장하던 태호 복희 등 전설상의 시조부터 역대 왕조 황제·황후·공신의 초상화 121축을 옮겨와 진전으로 기능하였다. 하지만 이후 장제스가 대만으로 국부천대하면서 이 초상화 121축을 가져감에 따라, 여기에 있었던 초상화들은 현재 타이완에 있는 타이베이 국립고궁박물원에 소장되어 있다.

## 내조
내조는 자금성에서도 벽으로 인해 외조와 확실히 구분되었으며, 황실 가족들이 거주하던 곳이었다. 청나라 시대에 들어서, 황제는 이곳에서 업무와 생활을 둘다 하였고, 외조는 거의 의례적인 용도로만 사용했다. 내조에는 외조와 같은 형식으로 3개의 중심 궁전이 있다.

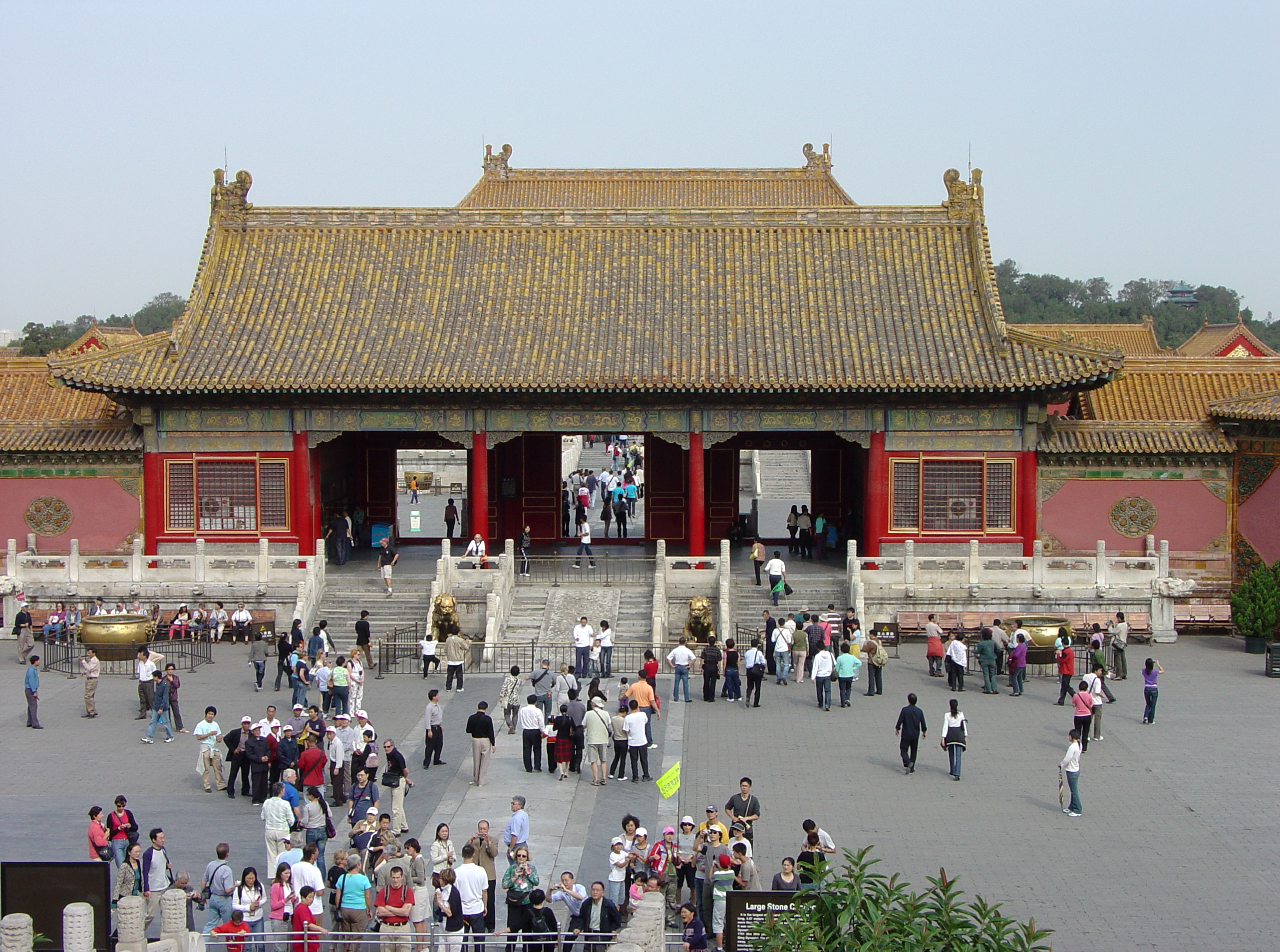
건청문

### 건청문
건청문(乾淸門)은 건청궁과 외조를 연결짓는 문으로, 앞에는 보화전, 뒤에는 건청궁으로 통한다. 정면 5칸, 측면 3칸의 전각이며 1420년에 처음으로 지어져 1655년에 다시 중수되었다. 동쪽에는 경운문(景運門)이 자리하고, 서쪽에는 융종문(隆宗門)이 자리하고 있다. 자금성의 상징으로 유명한, 금도금을 한 청동 사자상이 바로 이 건청문의 양 옆에 세워져 있는 것으로 유명하다.

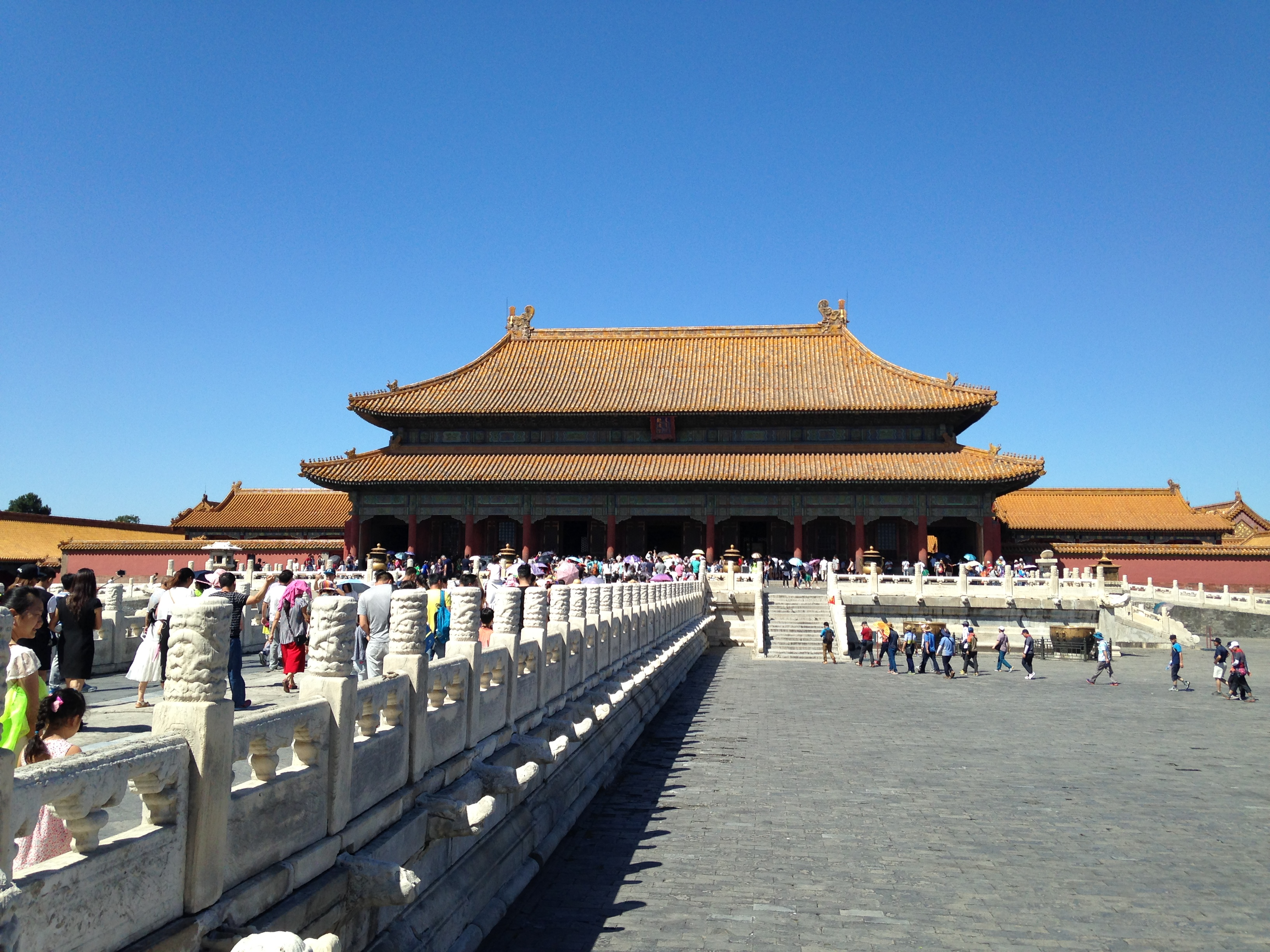
건청궁

### 건청궁
건청궁(乾淸宮)은 2층 누각을 지녔으며, 1개의 백색 대리석 단 위에 올라가 있다. 내조의 3개 중심 전각들 중 가장 거대한 전각이기도 하다. 건청문을 통해 출입이 가능하며, 명나라 시대 당시 황제의 침소였다. 하지만 청나라 시기에 옹정제부터 선대의 황제를 추모한다는 뜻으로 침소의 위치를 바꾸면서 이후의 청나라의 천자들은 서쪽에 있는 양심전에 거주하게 되었고, 이로 인해 건청궁은 편전의 기능만 가지게 되었다. 건청궁은 자금성의 다른 건물들이 그렇듯이 황금 용으로 장식되어 있고, 황좌 위쪽에는 순치제가 직접 쓴 '정대광명(正大光明)'이라고 적혀있는 액자가 걸려있다. 제정 시기에는 이 편액 뒤에 있는 함에 후계자의 이름을 적어 보관하였다가, 황제가 승하한 이후 대신들의 감시 하에 함을 개봉, 황제가 생전에 지니고 다니던 쪽지에 적혀있는 이름과 함 속의 이름이 동일할 시 그 후계자를 새로운 황제로 옹립하였다. 부속 건물로는 단응전(端凝殿), 무근전(懋勤殿) 등이 있다.

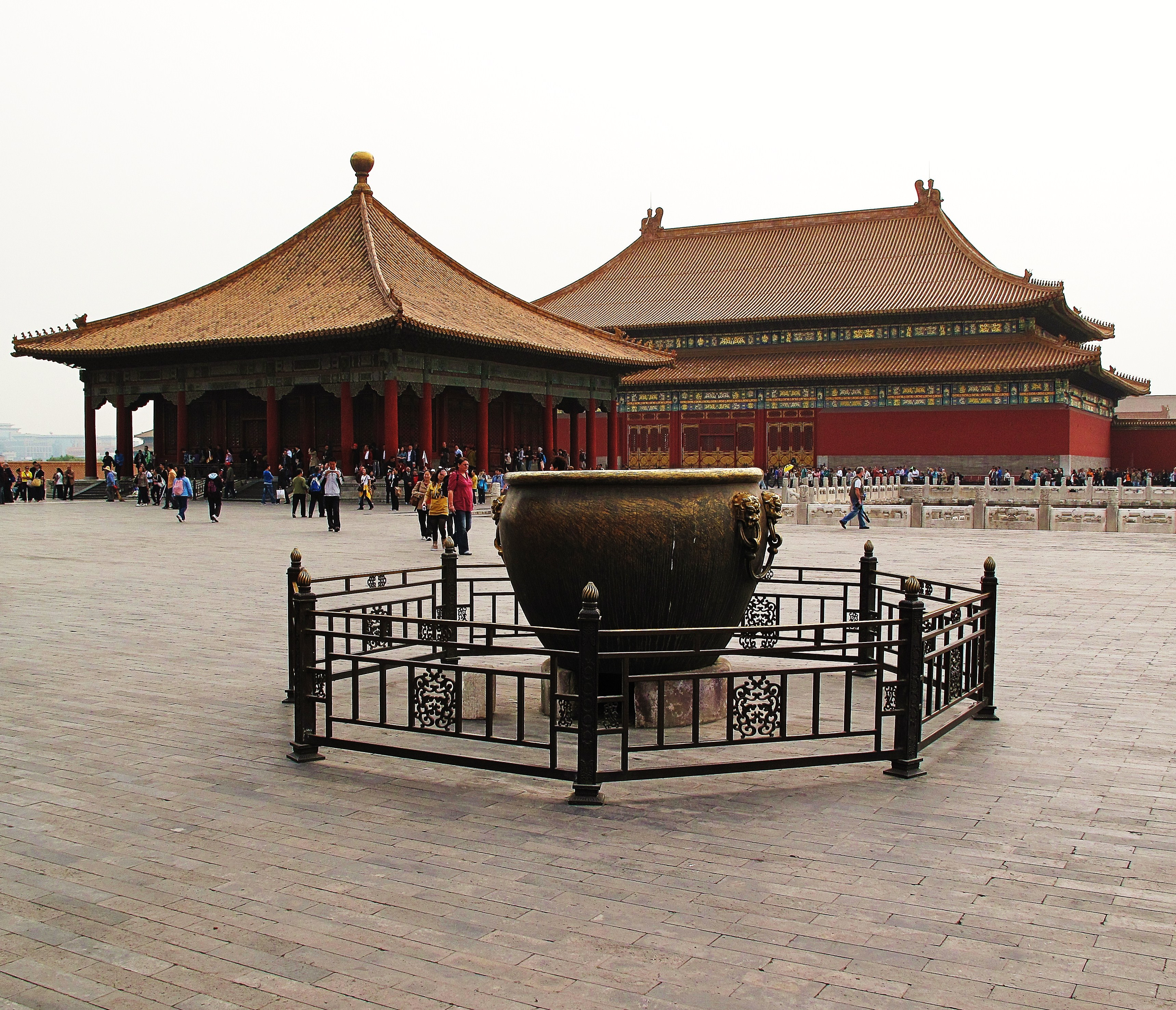
교태전

### 교태전
교태전(交泰殿)은 건청궁과 곤녕궁 사이에 있는 정방형 모양의 전각으로, 피라미드 형식의 황색 기와지붕으로 덮여 있는 정면 3칸, 측면 3칸의 건물이다. 황후의 탄신일인 천추절을 축하하는 행사를 바로 이 곳에서 치루었다. 건륭제 때에 대청수명지보(大清受命之寶)·황제봉천지보(皇帝奉天之寶)·대청사천자보(大清嗣天子寶)·황제지보(皇帝之寶) 2과·천자지보(天子之寶)·황제존친지보(皇帝尊親之寶)·황제친친지보(皇帝親親之寶)·황제행보(皇帝行寶)·황제신보(皇帝信寶)·천자행보(天子行寶)·천자신보(天子信寶)·경천근민지보(敬天勤民之寶)·제고지보(制誥之寶)·칙명지보(敕命之寶)·수훈지보(垂訓之寶)·명덕지보(命德之寶)·흠문지새(欽文之璽)·표장경사지보(表章經史之寶)·순수천하지보(巡狩天下之寶)·토죄안민지보(討罪安民之寶)·제어육사지보(制馭六師之寶)·칙정만방지보(敕正萬邦之寶)·칙정만민지보(敕正萬民之寶)·광운지보(廣運之寶)와 같이 총 25개의 옥새를 만들어 이 곳에 봉안하였다. 그 이외에 건륭제 때 제작된 물시계와, 가경제 때 제작된 서양식 자명종 또한 전시되어 있어 이 곳을 지나치는 관람객들의 눈길을 끌고 있다.

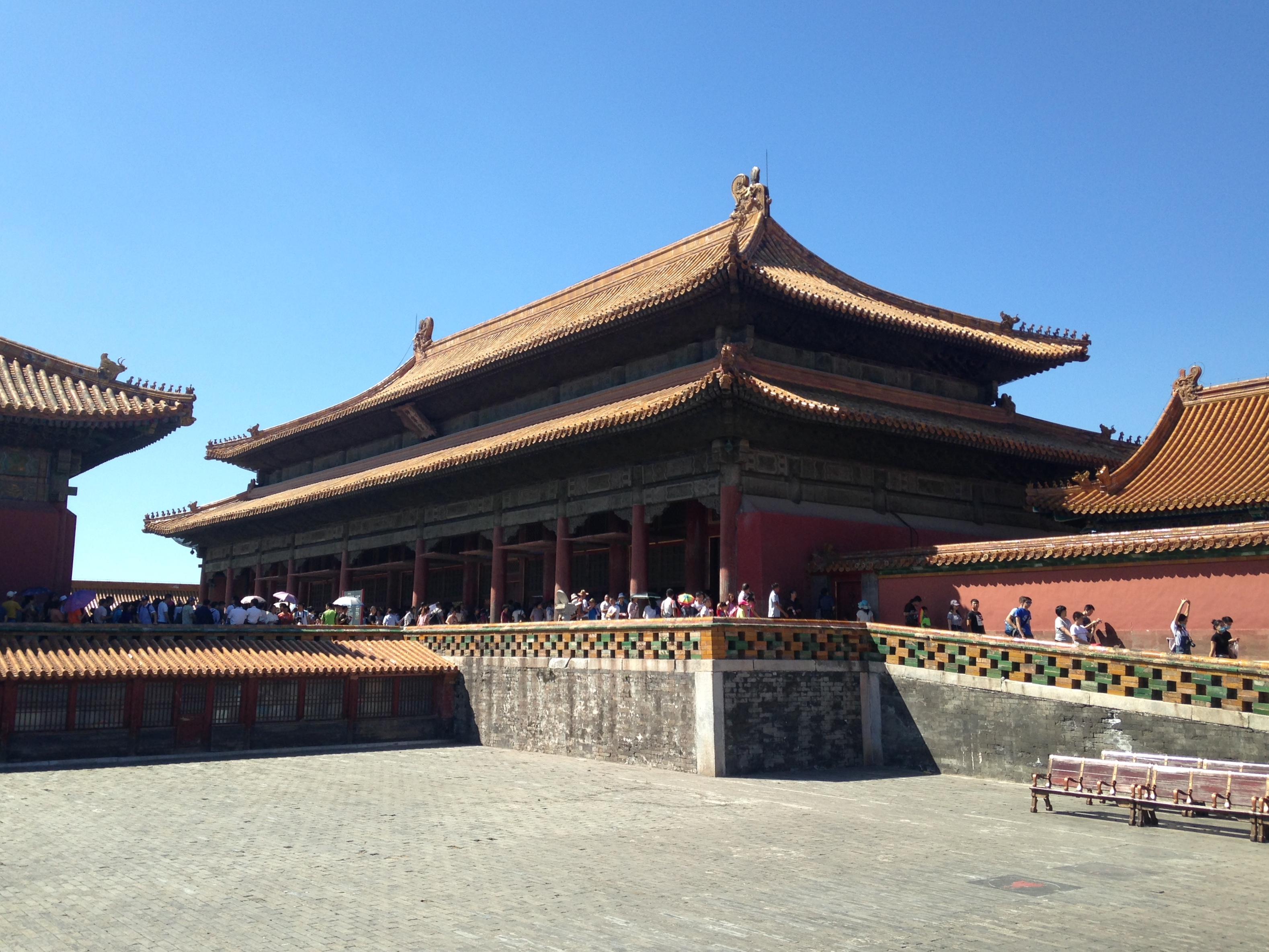
곤녕궁

### 곤녕궁
곤녕궁(坤寧宮)은 2층 누각을 지닌 정면 9칸, 측면 3칸의 건물이다. 본디 명나라 때에는 황후의 침소였다. 곤녕궁은 청나라가 자금성을 차지하면서 가장 큰 변화를 겪은 자금성의 건물들 중 하나이다. 특히 만주족 특유의 샤머니즘 신앙이 자금성 내에 녹아들면서, 곤녕궁 앞에는 샤머니즘 양식의 장식들, 우상들, 기도용 비단 매트 등이 마련되었다. 옹정제 시기 이후 곤녕궁의 공간을 2개로 나누어, 동난각과 서난각이라 이름붙였다. 동난각에는 황제와 황후의 신혼방으로 잡았고, 그 이후에는 주로 황후의 침소로 잡았다. 한편 서난각에서는 만주족의 전통 제례 의식을 치르고 양, 소와 같은 동물들을 하늘에 바치는 의식을 치렀다.

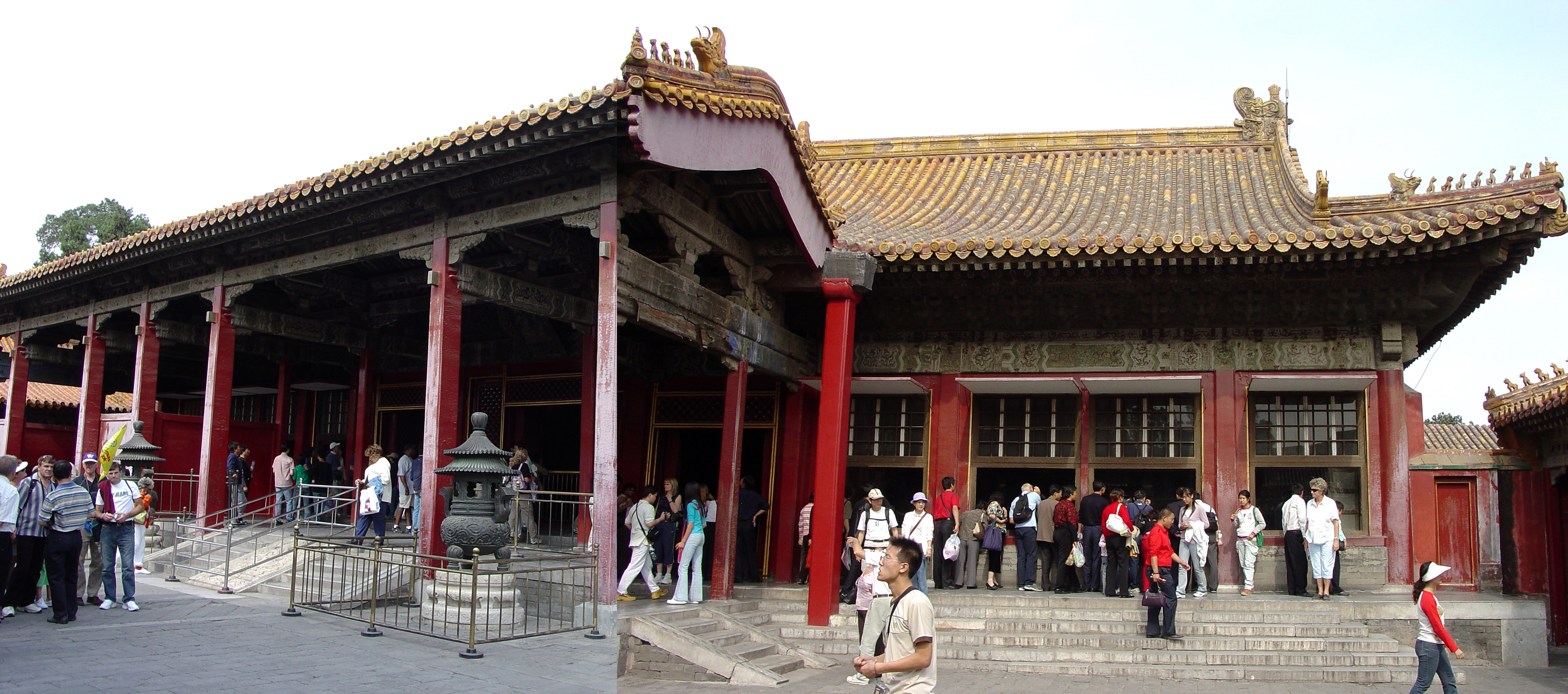
양심전

### 양심전
양심전은 명나라 가정제 당시에 처음으로 지어졌으며, 청나라 시대에 다시 크게 확장하여 재건하였다. 특히 옹정제 때부터 이 곳은 본격적으로 황제의 침소로 사용하기 시작하여, 총 8명의 황제들이 이 곳을 침소로 사용하였다. 양심전은 크게 중앙의 주홀과 보조 방으로 이루어져 있는데, 중앙 홀에서는 만주족 대신들과 함께 황제가 정무에 대한 토론을 하였고, 그에 딸린 보조 방은 황제의 침실로 사용되었다. 특히 동치제와 광서제 재위 기간에, 양심전의 동쪽에 있는 체순당(體順堂)에서는 동태후가, 서쪽에 있는 연희당(燕禧堂)에서는 서태후가 각각 수렴청정을 하였다. 참고로 이 곳은 그 작은 규모에도 불구하고 중국 역사에서 상당한 부분을 차지하는 장소이기도 한데, 특히 이 전각에서 청나라의 마지막 어전회의가 열려 황태후가 선통제의 퇴위 조서에 인장을 찍어 내려보냈다.
이 세 궁전 뒤에는 황실 정원이 자리잡고 있고, 이 정원을 지나가면 신무문을 통해 자금성을 빠져나갈 수 있다. 내전의 서쪽에는 양심전이 있는데, 원래는 부속 궁전이었을 뿐이었으나, 옹정제가 이곳을 주요 침소로 사용하며 중요 건물로 떠오르게 되었다. 청나라 후대에는 대부분의 국정이 내전의 동쪽에서 이루어졌는데, 특히 서태후 집권 시기에 이런 경향이 나타났다. 양심전 주위에는 주요 회의 기구들과 정부 기구들이 들어와 일할 수 있었다.
특히 내조의 북동쪽에는 영수궁이 있는데, 건륭제가 퇴위 후 거주할 곳으로 삼기 위해 지어졌다. 자금성의 양식을 본따 지어졌으며, 자금성의 외조와 내조, 사원과 정원까지 그 양식이 거의 비슷하다. 영수궁의 입구에는 유명한 구룡벽이 있고, 중국 정부와 재단이 합작하여 2017년에 보수, 복원공사를 모두 끝냈다.

### 동6궁
- 경인궁(景仁宮) : 1420년에는 장안궁(長安宮)이었다가 1535년 경인궁으로 개칭했다. 강희제의 생모 효강장황후(孝康章皇后), 광서제의 애첩 각순황귀비(恪順皇貴妃), 등이 이곳에 거주했으며, 1654년 5월 4일 강희제가 이곳에서 태어났다.

- 승건궁(承乾宮) : 1420년에는 영녕궁(永寧宮)이었다가 1632년 승건궁으로 개칭했다. 숭정제의 애첩 공숙황귀비(恭淑皇貴妃), 순치제의 애첩 효헌황후(孝獻皇后), 함풍제의 생모 효전성황후(孝全成皇后), 등이 이곳에 거주했다.

- 영화궁(永和宮) : 1420년에는 영안궁(永安宮)이었다가 1535년 영화궁으로 개칭했다. 옹정제의 생모 효공인황후(孝恭仁皇后), 도광제의 아내 효정성황후(孝静成皇后), 함풍제의 후궁 장정황귀비(莊靜皇貴妃), 광서제의 후궁 단강황귀비(端康皇貴妃) 등이 이곳에 거주했으며, 1678년 12월 13일 옹정제가 이곳에서 태어났다. 부속 전각으로 동순재(同順齋, 후전), 동서남북의 배전이 있다.

- 종수궁(鍾粹宮) : 1420년에는 함양궁(咸陽宮)이었다가 1535년 종수궁으로 개칭했고, 1571년에는 전전을 흥룡궁(興龍宮), 후전을 성철전(聖哲殿)으로 개칭해 태자의 거처로 삼기도 했다. 숭정제의 태자 주자랑, 광서제의 아내 효정경황후(孝定景皇后) 등이 이곳에 거주했다.

- 경양궁(景陽宮) : 1420년 장양궁(長陽宮)이었다가 1535년 경양궁으로 개칭했다. 태창제의 생모인 공비 왕씨가 출산 이후 여기에서 30년 넘게 유폐되다시피 지내며 아들을 만나지 못하다가 1611년 죽음이 임박하자 소식을 듣고 달려온 태창제가 잠긴 문을 부수고 들어가 실명한 생모를 안고 통곡했던 비극이 일어난 곳이다. 부속 전각으로 전전, 어서방(御書房, 후전), 동서남북의 배전(동배전은 정관재(靜觀齋), 서배전은 고감재(古鑒齋))이 있다.

- 연희궁(延禧宮) : 1420년에는 장수궁(長壽宮)이었다가 1535년 연기궁(延祺宮)으로, 청나라 때는 연희궁으로 개칭했다. 1832년, 1845년, 1855년에 잇따라 화재가 발생해 그때마다 중건했으나 함풍제 때 화재 이후로는 터만 남았고 선통제 때 융유황태후의 명으로 그 자리에 수정궁(水晶宮)을 짓도록 했으나, 당시 청나라가 망하기 직전이라 비용 문제로 완공되지 못했다.

### 서6궁
- 영수궁(永壽宮) : 1420년에는 장락궁(長樂宮)이었다가 1535년 육덕궁(毓德宮)으로, 1616년 영수궁으로 개칭했다. 건륭제의 생모 효성헌황후(孝聖憲皇后)가 이곳에 거주했고, 1789년 건륭제의 딸 고륜화효공주(固倫和孝公主)가 화신의 아들과 결혼했을 때 연회를 베푼 장소로 사용되기도 했다.

- 태극전(太極殿)(계상궁(啓祥宮)) : 1420년에는 미앙궁(未央宮)이었다가 1535년 가정제의 생부 흥헌왕이 태어난 곳이라 해서 계상궁(啓祥宮)으로 고쳤다가 청나라 때 태극전으로 개칭했다. 동치제의 후궁 헌철황귀비(獻哲皇貴妃)가 이곳에 거주했다. 부속 전각으로 체원전(體元殿), 체화전(體和殿)이 있다.

- 장춘궁(長春宮) : 1420년 장춘궁이었다가 1535년 영녕궁(永寧宮)으로 바꾸었고 1615년 다시 장춘궁으로 개칭했다. 건륭제의 아내 효현순황후(孝賢純皇后)와 동치제의 생모 서태후가 이곳에서 거주했는데, 특히 서태후는 50세 생일 날 여기에서 축하 경극 공연을 감상하였다. 또한 서태후는 이곳의 한쪽을 무대로 꾸며 놓았다. 부속 전각으로 승희전(承禧殿), 수수전(綏壽殿), 이수전(履綏殿), 평안실(平安室)이 있다.

- 익곤궁(翊坤宮) : 1420년에는 만안궁(萬安宮)이었다가 1535년 익곤궁으로 개칭했다. 부속 전각으로 원화전(元和殿), 연홍전(延洪殿)이 있다.

- 저수궁(儲秀宮) : 1420년에는 수창궁(壽昌宮)이었다가 청나라 때 저수궁으로 개칭했다. 가경제의 아내 효숙예황후(孝淑睿皇后)와 효화예황후(孝和睿皇后), 선통제의 아내 효각민황후(孝恪愍皇后) 등이 이곳에서 거주했으며, 서태후가 동치제를 수태하고 들어와 순산한 후 5~6년간 살았던 거처로, 그녀에게는 새로운 인생의 전환점이 된 특별한 의미가 있는 행운의 장소이다. 그래서 50세가 되던 해에 많은 돈을 쏟아 부어 실내외를 완전히 복구한 후 60세 무렵까지 머물던 곳이다. 부속 전각으로 체화전(體和殿), 여경헌(麗景軒)이 있다.

- 함복궁(咸福宮) : 1420년에는 수안궁(壽安宮)이었다가 1535년 함복궁으로 개칭했다. 도광제의 후궁 장순황귀비(莊順皇貴妃), 성귀비(成貴妃), 등이 이곳에서 거주했다. 부속 전각으로 동도당(同道堂)이 있다.

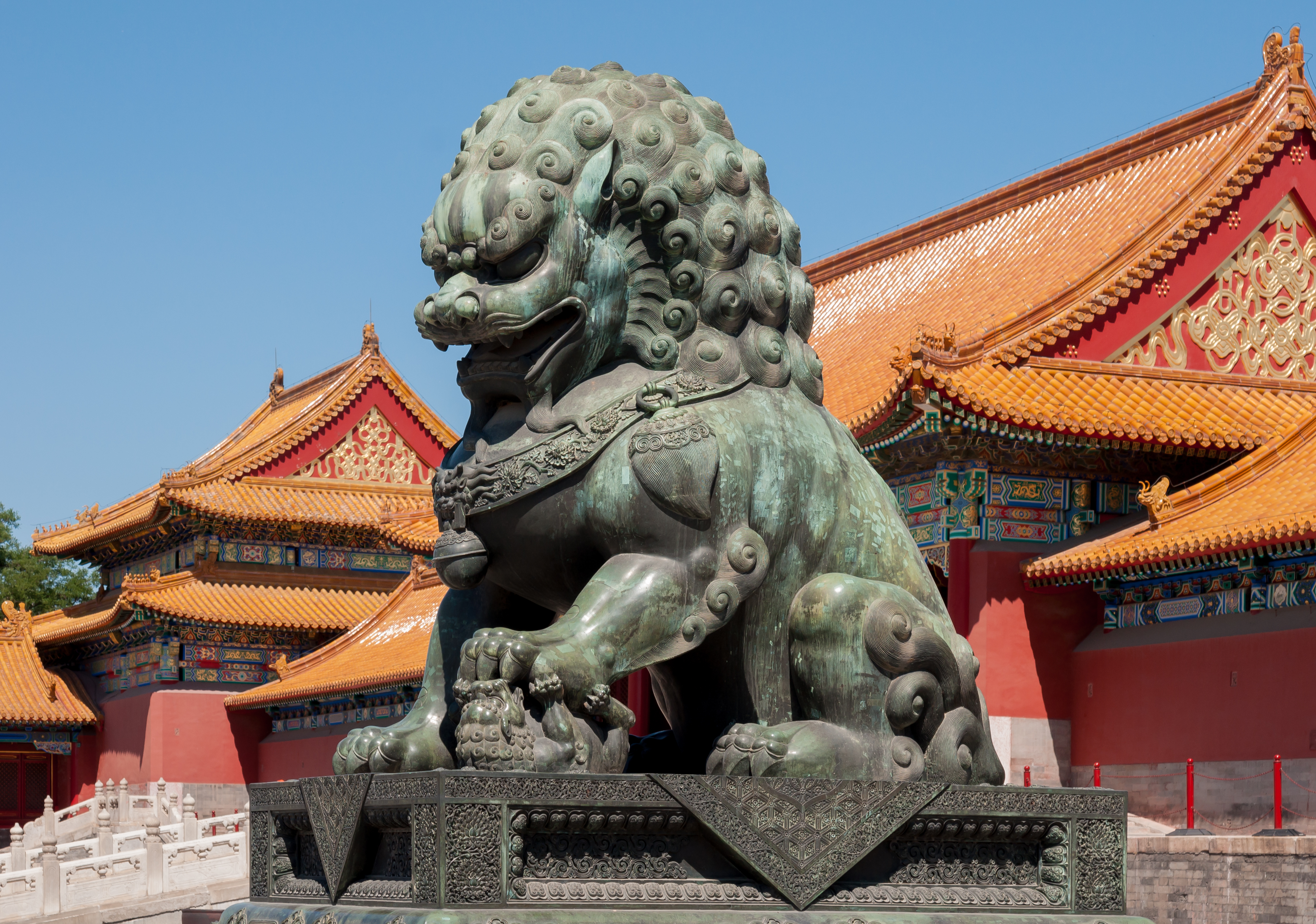
자금성 곳곳에 세워진 청동 사자상

### 서궁 권역
- 자녕궁(慈寧宮) : 자녕궁은 가정제의 재위기인 1536년에 인수궁(仁壽宮)이 있던 자리에 새로 지어졌고, 이후 만력제 때 화재로 소실되었다가 중건했으며 이후 청대에 이르러 1653년, 1689년, 1751년에 수리를 거쳐 현재의 모습에 이르게 되었다. 명나라 때는 만력제의 생모 효정태후, 만력제의 후궁 공각황귀비(恭恪皇貴妃, ?~1630.7)와 선의소비(宣懿昭妃, 1557~1642)가 거주했고 청나라 때는 순치제의 생모 효장문황후(孝莊文皇后, 1613.3.28~1688.1.27) 이래로 태황태후, 황태후, 태비, 태빈 등의 정궁으로 사용되었다.
- 대불당(大佛堂) : 대불당은 자녕궁의 후전으로, 정면 7칸, 측면 3칸의 전각으로 앞에는 월대가 있다. 청나라 때 황태후와 황태비들이 예불을 올리던 장소로, 내부에는 다양한 불상들과 함께 불교 의례에 사용되는 각종 기물들이 전시되어 있다.
- 수강궁(壽康宮) : 수강궁은 자녕궁 서쪽에 있으며 1735년에 건설을 시작하여 1736년에 완공되었으며 이후 1820년과 1890년에 다시 중수하였다. 건륭제의 생모인 효성헌황후(孝聖憲皇后, 1693.1.1~1777.3.2), 건륭제의 후궁 영귀비(穎貴妃, 1731~1800), 도광제의 아내 효정성황후(孝静成皇后, 1812.6.19~1855.8.21) 등이 이곳에서 거주했다.
- 수안궁(壽安宮) : 수안궁은 수강궁 북쪽과 무영전 남쪽에 있는 전각으로. 1420년에 처음 지어질 때에는 함희궁(咸熙宮)이었다가 1525년에 그 이름이 함안궁(咸安宮)으로 바꾸었고, 1751년에 건륭제의 생모인 효성헌황후의 육순을 기념해 수안궁으로 개칭하였다. 천계제의 유모 객씨가 이곳에서 지낸 적이 있으며, 효성헌황후의 육순과 칠순 생일날 건륭제가 황자와 황손들을 대동하고 하례를 올렸던 장소다. 부속 전각으로 춘희전(春禧殿), 복의재(福宜齋), 훤수당(萱壽堂)이 있다.
- 영화전(英華殿) : 영화전은 정면 5칸의 전각으로, 1420년 처음 지어졌다. 당시에는 그 이름이 융희전(隆禧殿)이었다가 1567년에 지금의 이름인 영화전으로 개칭했다. 황태후와 태비, 태빈들이 예불을 올리던 장소로 사용되었다.

### 영수궁 권역

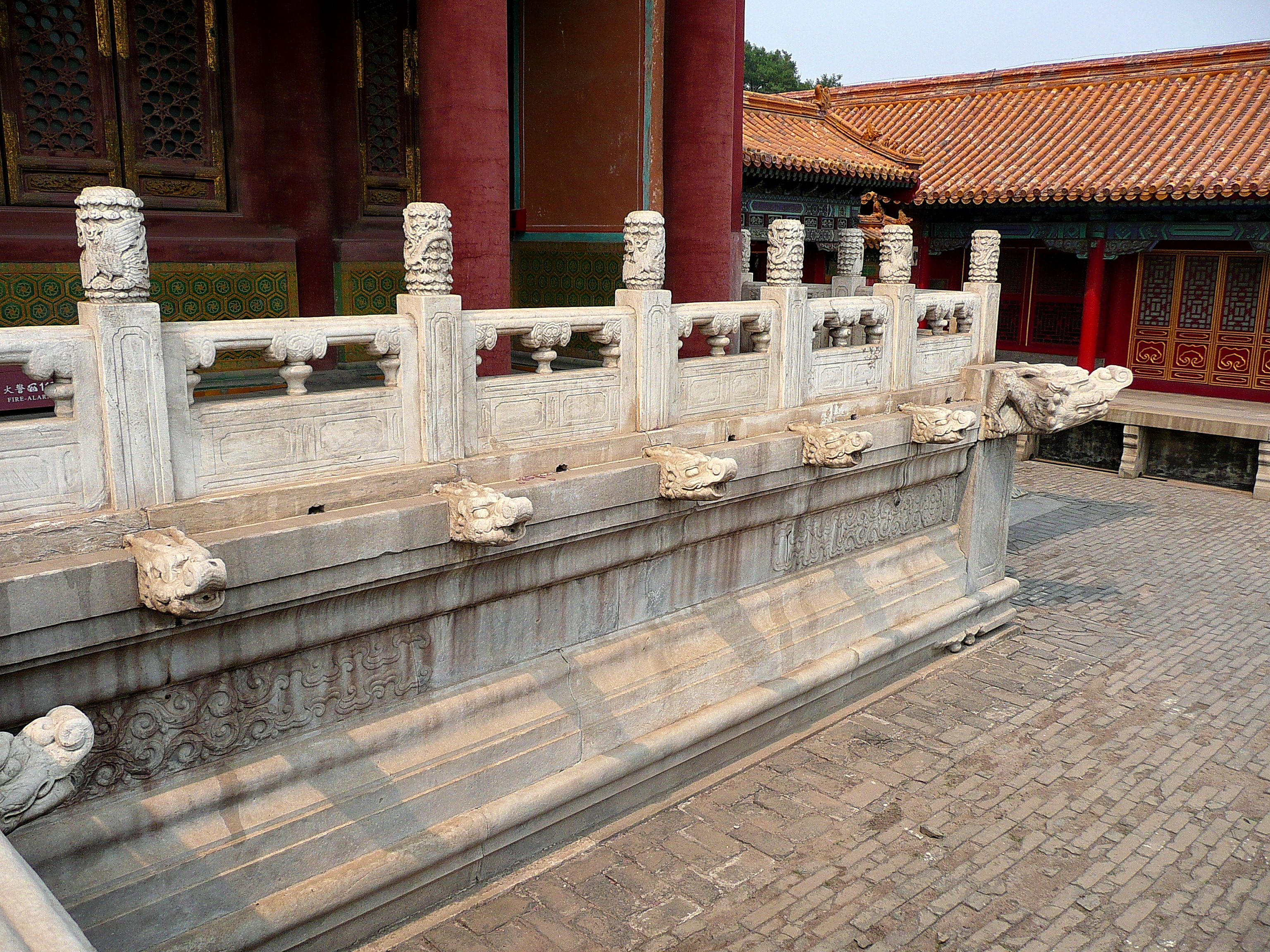
황극전의 난간

- 황극전(皇極殿) : 황극전은 1689년에 강희제의 재위기간에 처음 지어졌다. 처음에는 그 이름을 영수궁(寧壽宮)이라 하였다가 1772년부터 1776년에 걸쳐 영수궁 권역을 새로 지을 때 전전을 황극전으로 개칭하였다. 1796년 건륭제가 가경제에게 양위하고 태상황으로 물러난 뒤 이곳에서 마지막 천수연을 거행했으며 1894년에는 서태후의 60세 생일을 하례받았다. 1904년에는 서태후의 70세 생일을 하례하러 온 9개국 사절을 접견하는 곳이기도 했다.
  - 구룡벽(九龍壁) : 구룡벽은 영수궁 권역의 황극문 바깥에 있으며 길이 29m, 높이 3.5m, 두께 0.45m로 1772년에 강희제의 재위 기간에 처음으로 세워졌다. 9마리의 용이 5개의 구역에 나뉘어 새겨져 있는데 이는 <역경>에서 천자의 지위를 가리키는 명칭인 구오지존(九五之尊)을 상징한다. 산서성 대동(大同)의 구룡벽, 북경 북해공원의 구룡벽과 함께 '중국 3대 구룡벽'으로 불린다. 다양한 색감의 유리로 용들을 만들어놓았는데, 그들 중 동쪽에서 3번째 용은 일부가 깨져서 유리 대신 나무로 일부를 복원하여 붙여놓았다. 자금성 구룡벽

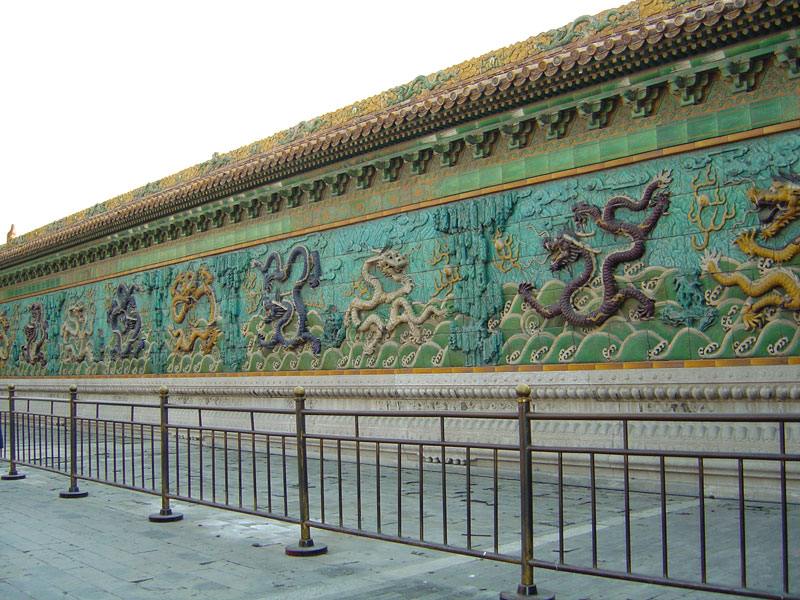
자금성 구룡벽

- 영수궁(寧壽宮) : 영수궁은 황극전 뒷쪽에 있는 전각으로, 영수궁의 후전이다. 광서제 때 서태후가 여기서 잠시 거주한 적이 있는데 그때 금룡화새채화로 장식되어 있던 원래의 모습에서 소식채화로 바꿔 변형되었다가 1979년에 중수하면서 다시 건륭제 때의 장식으로 복원했다.
- 양성전(養性殿) : 양성전은 1772년에 지어진 영수궁의 침전 역할을 하는 전각이다. 퇴위한 이후 태상황이 된 건륭제가 잠시 거주하기도 하였다. 이 전각도 나중에 서태후가 머물면서 장식을 변형시켜 원래의 모습을 잃어버렸다.
- 낙수당(樂壽堂) : 낙수당은 양성전 뒤쪽에 있는 전각으로, 정면 7칸, 측면 3칸, 길이 36.15m, 너비 23.20m, 면적 839㎡의 크기를 지니고 있다. 1772년에 지어져 1802년과 1891년에 중수되었고, 1894년부터는 서태후가 이곳의 서난각을 침실로 사용했다. 이곳에는 건륭제 때 제작한 높이 224cm, 너비 96cm, 무게 5t에 이르는 옥세공품 <대우치수도옥산(大禹治水圖玉山)>이 보관되어 있다.
- 이화헌(頤和軒) : 이화헌은 낙수당 뒤쪽에 있으며 정면 7칸, 측면 1칸의 전각으로 뒤쪽의 경기각과 천랑으로 연결되어 工자형 평면의 구조를 가지고 있다. 1772년에 지어져 1802년과 1891년에 중수되었다.
- 경기각(景祺閣) : 경기각은 앞쪽에 있는 낙수당과 천랑으로 연결된 정면 7칸, 측면 3칸의 2층 전각이다. 1771년에 건설된 뒤 1802년과 1891년에 걸쳐 두 차례 중수되었다. 경기각의 동쪽 2층에는 옆에 있는 작은 가산과 연결되는 한백옥 다리가 놓여 있다.
- 창음각(暢音閣) : 창음각은 1772년에 짓기 시작해 1776년에 완성한 3층 누각으로, 명절에 황실 가족과 신하들이 궁정에서 연희와 경극 등을 관람하던 극장이며 1802년과 1891년을 거쳐 수리하였다. 높이는 20.71m이고, 상층의 이름은 복대(福臺), 중층의 이름은 녹대(祿臺), 하층의 이름은 수대(壽臺)로 내부가 3개 층으로 구성된 희대(戱臺)가 있다. 서태후는 경극을 매우 좋아해서 생일날이 되면 일주일 혹은 열흘 이상씩 계속되는 경극을 이곳에서 관람했고, 그런 서태후의 취향과 편의에 맞춰 광서제 때 창음각을 대대적으로 고쳐 지었다. 궁궐 내부에 현존하는 경극용 극장 건물로는 가장 규모가 크다.
- 심연서옥(尋沿書屋) : 심연서옥은 영수궁화원 안에 있으며 1772년에 지어진 정면 5칸, 측면 1칸의 전각이다. 현판은 건륭제의 어필로 되어 있으며 서태후가 낙수당에 거처할 때는 광서제가 매일 이곳에서 문안인사와 식사 시중을 들고는 하였다.
- 고화헌(古華軒) : 고화헌은 영수궁화원 안에 있는 전각으로, 1772년에 처음으로 건립되었다. 건륭제의 어필로 된 현판과 대련이 걸려 있으며, 전반적인 장식은 화려하기보다는 단아한 편에 속한다.
- 수초당(遂初堂) : 수초당은 고화헌 뒤쪽에 있는 전각으로 1772년에 지어진 이후, 1802년과 1891년에 중수하였다. 정면 5칸, 측면 3칸의 전각이며, 건륭제의 어필로 쓰여진 한자와 만주어 현판이 걸려 있다.
- 부망각(符望閣) : 부망각은 영수궁화원에 있는 전각 중 가장 높은 건물로, 외부는 2층이지만 내부는 3층으로 구성되어 있다. 건륭제의 재위 시기인 1772년에 세운 이래 1802년과 1891년에 걸쳐 중수하였다. 자금성 내에 있던 건복궁화원의 연춘각(延春閣)을 모방하여 지었다고 한다. 건륭제 때는 매년 정월 21일에 이곳에서 왕공대신들을 불러 음식을 내렸고, 가경제는 부망각에서 바라본 경치를 읊은 <영부망각(詠符望閣)>이라는 시를 짓기도 했다.
- 권근재(倦勤齋) : 권근재는 부망각 뒤쪽에 있으며, 영수궁화원의 가장 북쪽에 자리한 전각이다. 1772년에 건복궁화원의 경승재(敬勝齋)를 모방해 지었으며 동쪽 5칸은 부망각과 마주보고 있다.
- 경복궁(景福宮) : 경복궁은 1689년에 강희제가 양모 효혜장황후(孝惠章皇后, 1641.11.5~1718.1.7)의 거처로 지은 전각이다. 1772년에 새로 중건하면서 건륭제가 국정을 돌본 이후 휴식을 취하는 공간으로 사용했다. 1802년과 1891년에 걸쳐 중수했다. 내부에는 건륭제 때 궁중에서 사용한 서양의 기물들이 진설되어 있다.
- 진비정(珍妃井) : 진비정은 영수궁 북쪽 정순문(貞順門) 내에 위치한 우물이다. 겉모습은 일반적인 자금성 내의 우물과 다를 게 없으나, 이 우물이 유명해진 건 1900년에 8개국 연합군이 베이징을 점령하자 서태후가 광서제를 데리고 서안으로 도망치기 직전 평소 개혁적인 성향으로 서태후의 눈밖에 난 광서제의 애첩 진비(珍妃)를 우물 속에 던져 익사시켰기 때문이다. 1년 뒤 베이징으로 돌아온 광서제는 진비의 시신을 건져 후하게 장사지냈으며, 선통제가 즉위하자 진비와 자매였던 근비(瑾妃 = 단강황귀비(端康皇貴妃, 1873~1924))가 진비정 북쪽의 정순문 천당(穿堂) 동쪽에 진비의 위패를 모신 작은 영당을 마련해 회원당(懷遠堂)이라 이름짓고 삭망 때마다 향을 피우며 그녀의 넋을 달랬다.

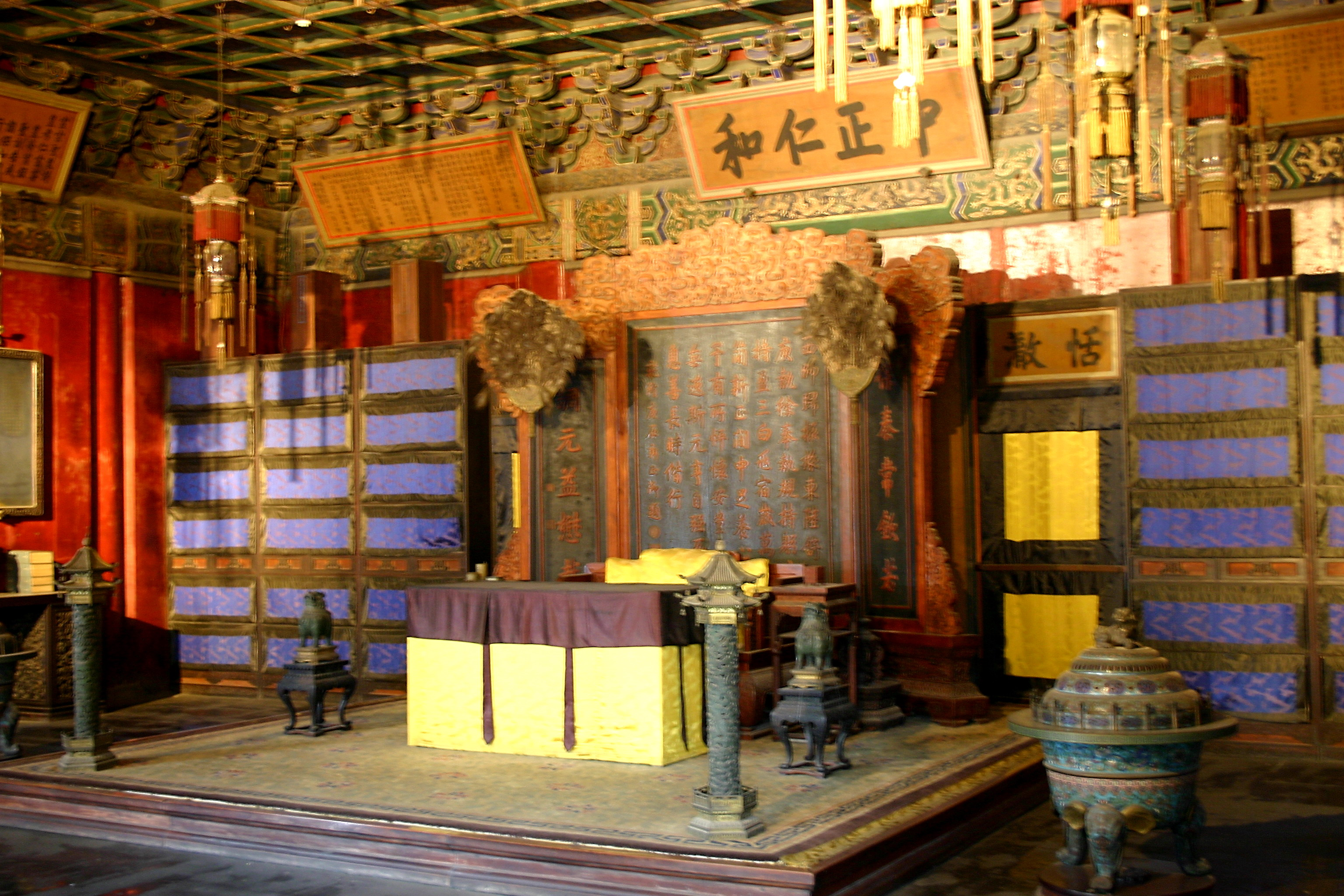
전각 내부의 옥좌

### 중화궁 권역
- 중화궁(重和宮) : 중화궁은 건륭제가 왕자 시절 지내던 곳으로, 이후 건륭제가 화석보친왕으로 책봉되고, 이후 황제에 즉위한 뒤에 궁으로 바꾸었다. '중화'라는 명칭은 순 임금을 가리키는 경칭에서 유래했다. 1743년부터 매년 새해에 대학사와 한림들에게 다연(茶宴)을 베풀던 장소로 사용되다가 함풍제 이후에는 다연이 거행되지 않았다.
- 우화각(雨花閣) : 우화각은 수십 좌의 불상이 안치된 궁중에서 가장 큰 3층 불전으로, 1749년에 건륭제가 몽골 출신의 국사 호토극도(胡土克圖)의 건의에 따라 티베트에 있는 탁림사(托林寺) 단성전(壇城殿)을 모방해 개건했다. 가장 꼭대기의 지붕 처마에는 금박을 입힌 4마리 용 조각이 장식되어 있다. 이곳은 티베트 불교의 라마승들이 황제와 황실 가족의 안녕을 기원하며 불공을 드리던 공간이었다.
- 수방재(漱芳齋) : 수방재는 1420년에 자금성을 처음 지을 적에 세워진 뒤 건륭제 때 중수되어 황태후의 생일날 연회를 베풀고 왕공대신과 함께 축하하는 공간으로 사용되었다. 동치제의 후궁 헌철황귀비(獻哲皇貴妃, 1856.7.2~1932.2.3)가 이곳에 잠시 거주하기도 하였다.

### 화원

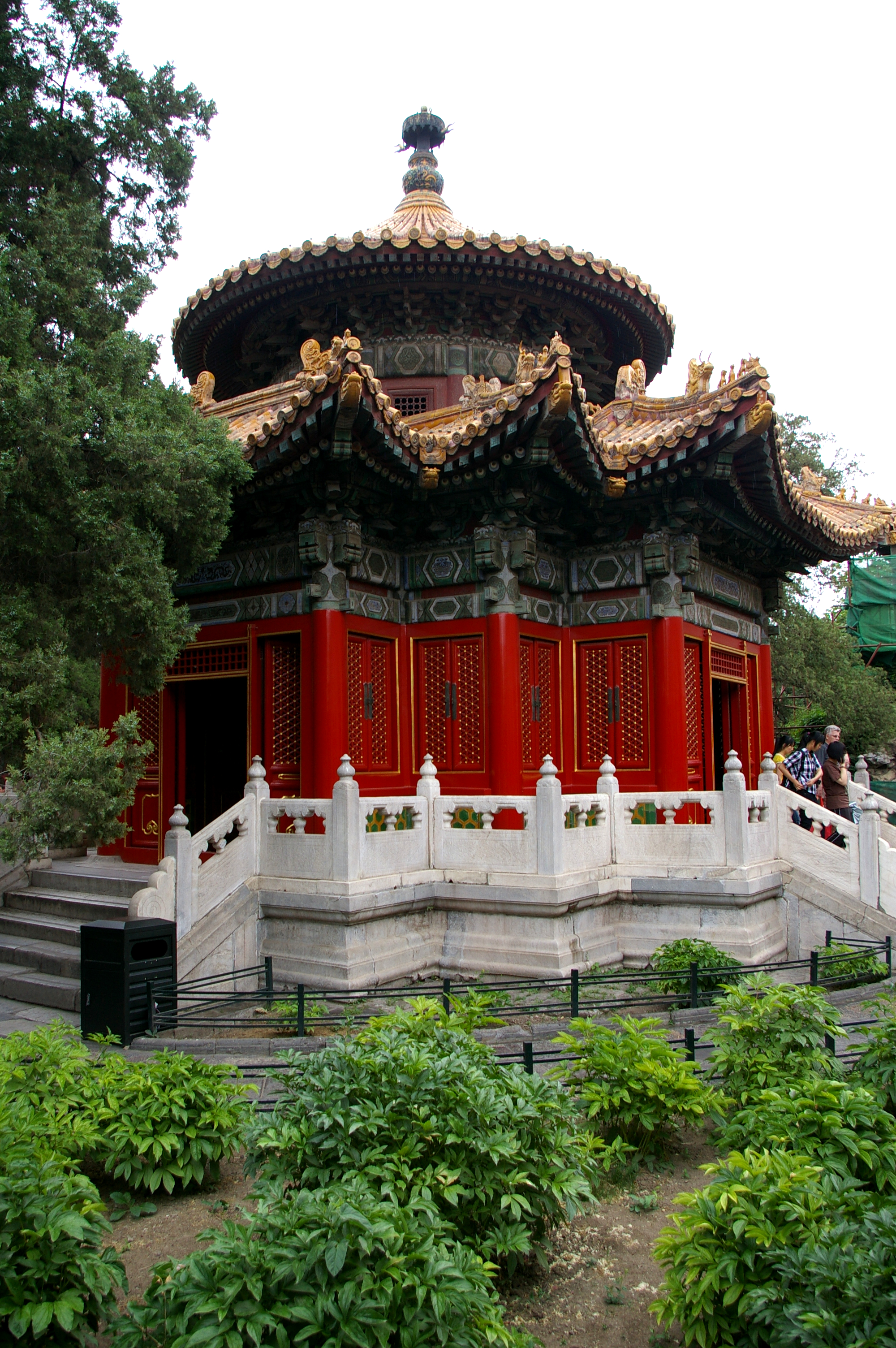
어화원의 정경

- 어화원(御花園) : 어화원은자금성 중심축선상 위에 위치한 후원으로 곤녕궁의 후면에 위치하고 있어, 명나라 때는 궁후원(宮後園)이라 했다가 옹정제 때 어화원으로 개칭하였다. 황제와 후비들이 휴식을 취하고 경치를 감상하는 용도로 많이 사용되었다. 동서 135m, 남북 89m, 면적 12,015m²이며, 흠안전(欽安殿)을 중심으로 동쪽에는 어경정(御景亭)·이조당(璃藻堂)·부벽정(浮碧亭)·만춘정(萬春亭)·강설헌(絳雪軒)이, 서쪽에는 연휘각(延輝閣)·위육재(位育齋)·징서정(澄瑞亭)·천추정(千秋亭)·양성재(養性齋)·사신사(四神祠)·정정(井亭)·녹대(鹿臺) 등의 정자·대·누각이 소나무·측백나무·대나무 숲과 괴석들 사이에 자리하고 있다.
- 건복궁화원(建福宮花園) : 건복궁화원은 자금성 내 서북쪽에 있으며 건륭제가 1742년부터 중국 강남 지역 원림의 느낌을 살려 조영한 화원이다. 1923년 11월 25일 화재가 발생해 정이헌(靜怡軒), 연춘각(延春閣), 경승재(敬勝齋), 중정전(中正殿) 등이 소실되었다가 70여년이 지난 1999년 고궁박물원에서 4백만 달러를 투입해 복원공사를 하기로 결정했다. 이에 따라 복원 1기 프로젝트로 연춘각의 중건이 시작하였으며, 2001년 4월 3일에 상량식이 거행되었으며 이와 함께 다른 부속 전각들도 복원되어 중국을 방문한 국빈들 가운데서도 최상급의 국빈들을 접견하는 장소로 사용되고 있다.
- 영수궁화원(寧壽宮花園) : 영수궁화원은 건륭제가 1772년부터 1776년까지 영수궁을 개건하면서 조성한 동서 40m, 남북 160m의 후원으로, 건륭제의 이름을 따 건륭화원이라고도 불린다. 가산과 괴석, 꽃과 나무, 정자와 누대를 조화시키면서 풍부한 색채를 사용한 점으로 보아, 건륭제의 심미안을 한껏 드러내는 후원이다.
- 자녕궁화원(慈寧宮花園) : 자녕궁화원은 명나라 때부터 있었던 곳이지만 1769년에 대대적인 개건공사를 통해 탈바꿈하였다. 동서 50m, 남북 130m, 면적 6,800m²로 정자와 누대 등 11채의 건물이 있다. 이곳에 가꾸어진 조경수들은 예제와 종법, 풍수를 고려해 건축과 함께 배치되었다.

## 종교
종교는 당시 중국 황실에서 중대한 위치를 차지했다. 이러한 경향은 청나라로 갈수록 뚜렷히 나타났는데, 특히 만주의 샤머니즘이 곤녕궁을 중심으로 퍼져나갔고, 중국 고유의 도가가 여전히 청나라 시기에도 중요한 신앙으로 분류되었다. 자금성 안에는 두개의 유교 사원이 있는데, 그곳은 태묘와 중산공원 안에 있는 사직단이며, 또 천단을 포함하여 여섯개의 도교 사원이 있는데, 하나는 황실 정원 한가운데에, 하나는 내조의 한가운데에 위치한다.
중국 황실에서 숭배한 종교에는 불교가 있는데, 자금성 내부에는 티베트 불교와 라마교가 성행했다. 불교적 이미지들이 궁궐의 이곳저곳에 그려져 있고, 한 전각에는 엄청난 규모의 불화, 만다라, 불상들이 보관되고 있다.

## 자금성 주변
자금성은 남쪽을 제외하고, 3면이 모두 거대한 정원으로 둘러싸여 있다. 북쪽에는 증산 공원이 있는데, 이 공원에 있는 산을 쌓기 위해 흙을 파냈고, 이로 인해 새로운 호수가 생겼을 정도라고 한다. 서쪽에는 중난하이가 있는데, 현재는 중국 공산당의 주요한 시설들이 입주해 있다. 동쪽에는 백양공원이 있고, 거대한 호수가 자리하고 있다.
자금성의 남쪽에는 2개의 중요한 시설들이 있었는데, 하나가 바로 자금성의 태묘고, 나머지 하나가 황실 가족들의 거주지였다. 태묘에서는 황제가 조상들과 신들에게 주기적으로 제사를 지냈으며, 국가의 안전과 번영을 기원했다. 하지만 공산당 정부가 들어서며, 이 건축물들을 모두 헐렸고 대신 공산당 기관 건물들이 이 자리를 대신했다.
현재 남아있는 남쪽 축조물에는 천안문이 있는데, 이는 자금성의 입구가 아니라 베이징 황성의 주요 입구이다. 천안문 가운데에는 현재 마오쩌둥의 초상화가 걸려있으며, 그 양옆으로 액자가 걸려있는데, 각각 '영원한 중화인민공화국'과 '세계 인민들의 영원한 통합'이라고 써져 있다.
현재는 자금성 주변의 공사가 조심스럽게 이루어지고 있지만, 불과 몇 십 년 전까지만 해도 자금성 주위의 유적들은 정치적, 사상적인 이유로 쉽게 헐려나가고 훼손되고, 이로 인해 자금성 주위의 경관은 상당히 많이 바뀌었다. 2000년대부터 중국 정부는 자금성 내에 들어가 있는 군사적, 정치적 시설들을 밖으로 다시 하나 하나씩 이전하고 있으며, 2004년에는 황성과 그 일대를 보존하기 위해 자금성 주위의 건물 높이가 제한되고, 개발 제한이 대폭 강화되었다. 2005년에는 베이징 황성과 백양공원이 유네스코 세계문화유산으로 등재되었다.

## 건축 양식
자금성의 건축 양식은 가장 세세한 부분까지도 모두 철학적이거나 종교적인 사상들을 담아 만들어졌다. 이같은 반영은 당시 황제의 위대함을 드러내기 위한 것이었으며, 자금성에 주요하게 쓰인 양식들은 다음과 같다.

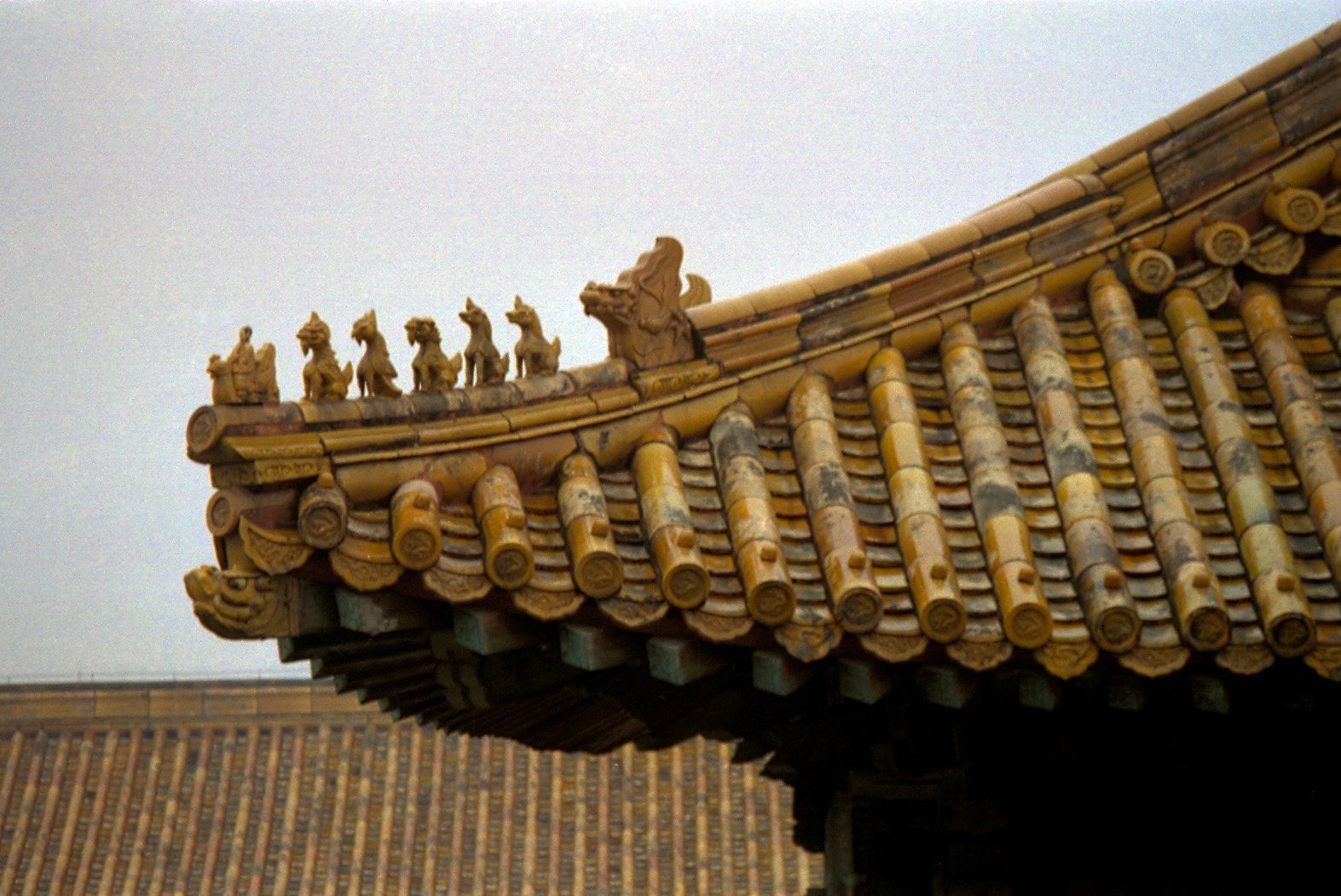
자금성의 잡상

- 당시 황색은 황제의 색깔이었기 때문에, 자금성에 있는 거의 모든 건물들은 황금색 기와를 이고 있다. 오직 2개의 건물만이 예외인데, 황실 도서관에는 화재를 예방하기 위한 목적으로, 당시 물을 상징하는 색깔이었던 검은색으로 기와를 이었다. 또한 왕자들의 거주지인 남 3소에도 황색이 아니라 녹색의 기와가 얹혀져 있는데, 이는 녹색이 성장과 나무를 상징하는 색깔이었기 때문이다.
- 외조와 내조의 주요 궁전들은 모두 3개씩 짝을 맞추고 있는데, 이는 도가 사상을 반영하여, 우주의 원리를 표현하기 위해 이처럼 지어진 것이다.
- 자금성의 모든 건물들의 지붕에는 잡상들이 올라가 있는데, 이 잡상의 개수는 그 건물의 지위를 상징한다. 그다지 중요하지 않은 건물은 3~5개가 얹혀져 있었고, 그 건물의 지위가 올라갈수록 잡상의 개수도 늘어났다. 특히 태화전에는 10개의 잡상이 올라가 있고, 당시 중국 대륙에서 유일하게 잡상을 10개씩 얹을 수 있는 건물이었다.
- 자금성의 배치도 전통적 궁궐의 배치에 따른 것인데, 궁궐의 맨 앞에는 조상들을 모시는 사원이 있고, 그 뒤에 업무를 보는 공식공간, 맨 뒤에 사적인 공간을 배치하는 형식을 따른 것이다.

## 소장품
자금성에 소장되어 있는 대부분의 미술품, 공예품들이 은 청 황실이 모아둔 것이다. 이 소장품들은 중국 전통 회화, 서적, 도자기, 각종 도장들, 조각상들, 동경, 청동기 유물 등으로 이루어져 있다. 중국 정부의 가장 최근 발표에 따르면 약 1,820,690개의 소장품들이 자금성에 자리해 있으며, 또한 황실 도서관에는 수없이 많은 진귀한 고서들이 보관되어 있다. 이 고서 기록들에는 명나라와 청나라 시대의 행정 서류들도 있는데 이 서류들은 문화대혁명 이후 중국 정부가 베이징의 중국국가도서관에서 옮겨온 것들이다.

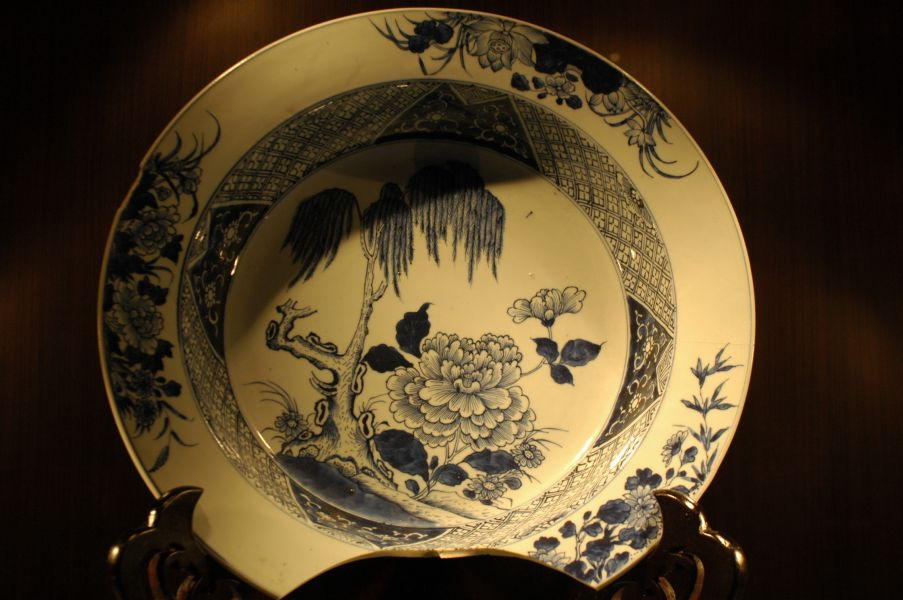
자금성에 소장된 도자기 유물

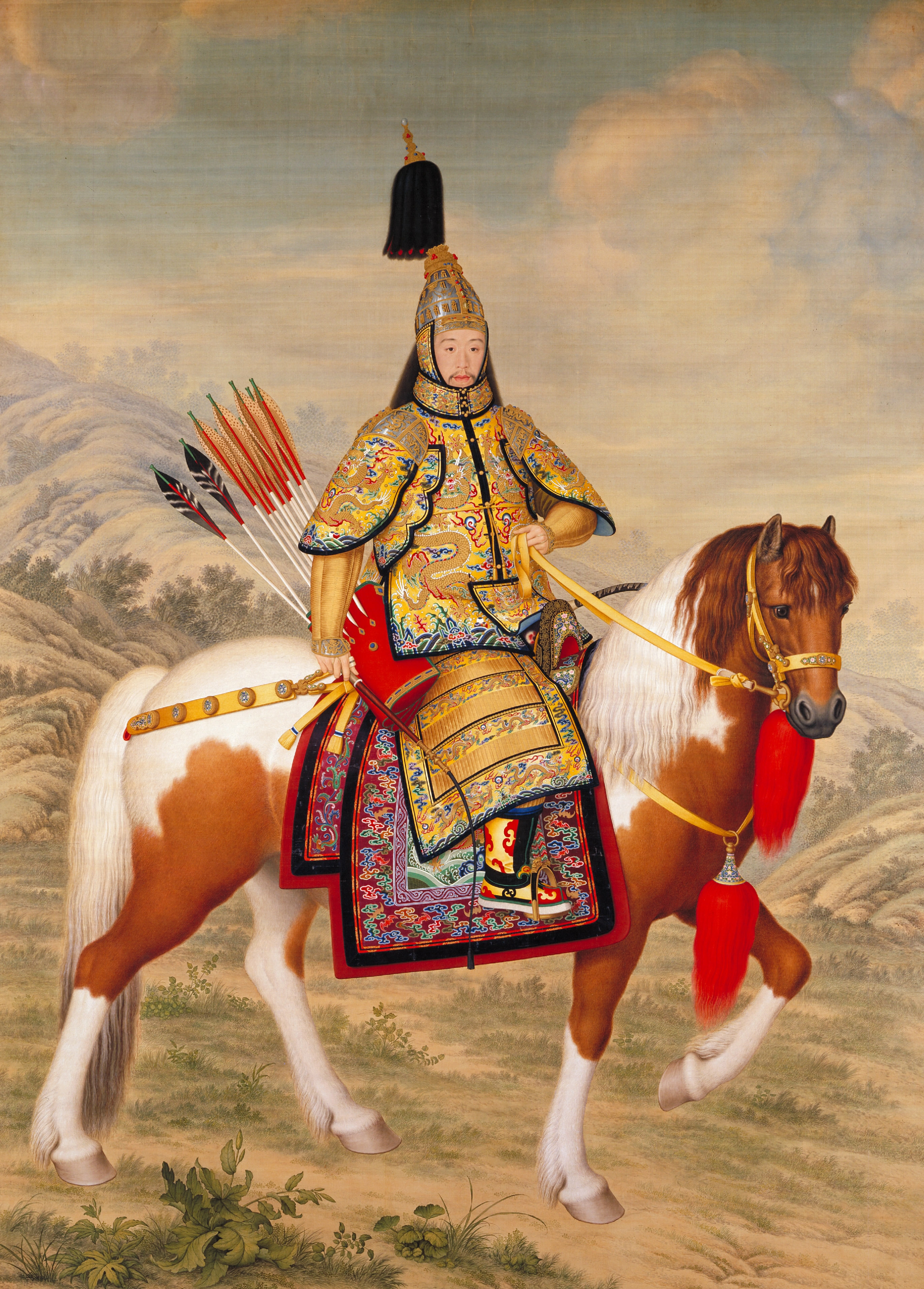
건륭제의 모습을 채색한 유화

1933년, 일본이 중국을 침략함에 따라, 자금성에 있던 대부분의 보물들은 전쟁의 약탈을 피하기 위해 다른 곳으로 옮겨져 보관되었다. 후에 일본이 패망하고 2차 세계대전이 끝남에 따라 이 보물들은 대거 난징으로 옮겨져 임시 보관되었다. 하지만 얼마 지나지 않아 중국 공산당이 국공내전에서 국민당에게 승리함에 따라, 당시 난징을 거점으로 하고 있던 국민당 정부는 대만으로 국부천대할 것을 결심하며 이 때 난징에 있던 자금성의 보물들도 함께 가져가게 된다. 이 때 난징에는 유물들이 담긴 약 13,491개의 상자들이 있었는데, 국민당 정부는 이들 중 가장 가치있고 크기가 상대적으로 작은 것들을 골라 약 2,972개의 상자들을 배에 실어 대만으로 보냈고, 현재는 대만의 국립 고궁 박물원에 전시되어 있다. 한편 약 8,000여개의 상자들은 공산당에 의해 다시 베이징으로 돌려보내졌으나, 2,221개의 상자들은 아직도 난징 박물관의 지하 수장고에 보관되어 있다.
자금성에는 340,000여 점의 도자기들과 자기 세공품들이 있다. 이 도자기들은 상당수가 송나라와 당나라 시기의 희귀한 유물들로, 충분히 뛰어난 예술사적 가치를 지니고 있다. 또한 50,000여 점의 회화도 전시되어 있는데, 이들 중 약 400여 점은 원나라 시대까지도 거슬러 올라가는 것들이다. 자금성에 보관된 청동기 유물은 그 추정 연대가 고대 은나라 시절까지 거슬러 올라가며 약 10,000여 점이 보관되어있다. 자금성의 보물들 중 가장 잘 알려진 것은 바로 황실에서 사용하던 금문(金文)이기도 하다. 자금성에 소장된 18, 19세기 시계 관련 유물들은 세계 최대 규모로, 약 1,000여 점이 갖춰져 있다. 이 시계들은 중국에서 만들어진 것들과 외국에서 만들어진 것들이 혼재하는데, 중국산 시계들은 대다수 황실 전용 작업장에서 만들어진 것들이고, 외국산 시계들은 대다수 영국, 프랑스, 스위스 등지에서 제작된 것들이다만, 영국에서 제작된 것들이 가장 큰 비중을 차지하고 있다. 옥이 워낙 중국 전통 신앙에서 중요한 의미를 가지고 있는지라, 약 30,000여 점의 옥 세공품들이 소장되어 있기도 하다.
자금성에 소장된 유물들 중 일부는 황실 요인들이 생전에 실제로 사용하던 물품들이기도 한데, 이 다채로운 종류의 물건들은 당시 황실의 생활 양식을 알 수 있게 해 준다는 점에서 역사적, 문화적으로도 매우 큰 의미를 가진다.

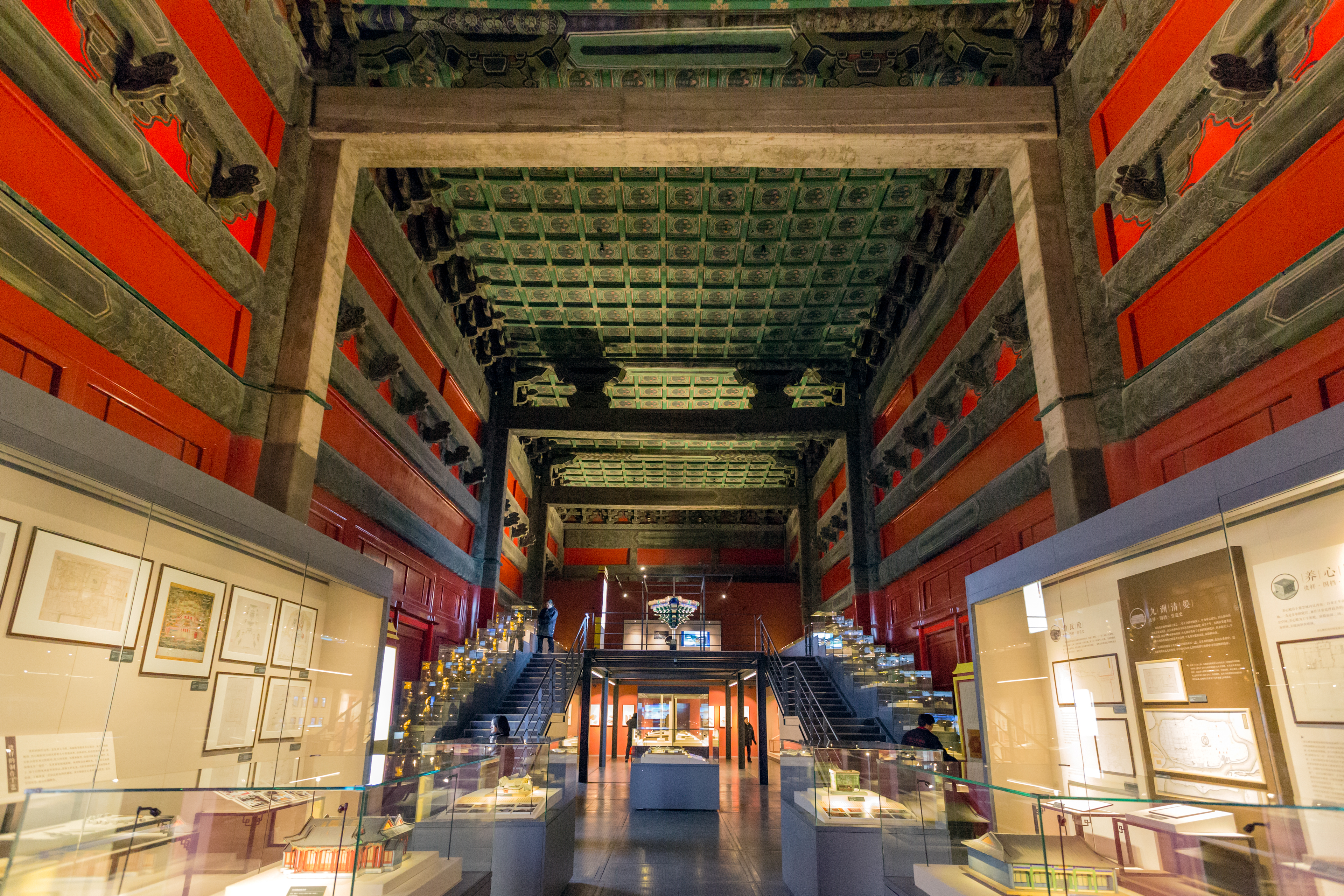
동화문에 있는 유물 전시관
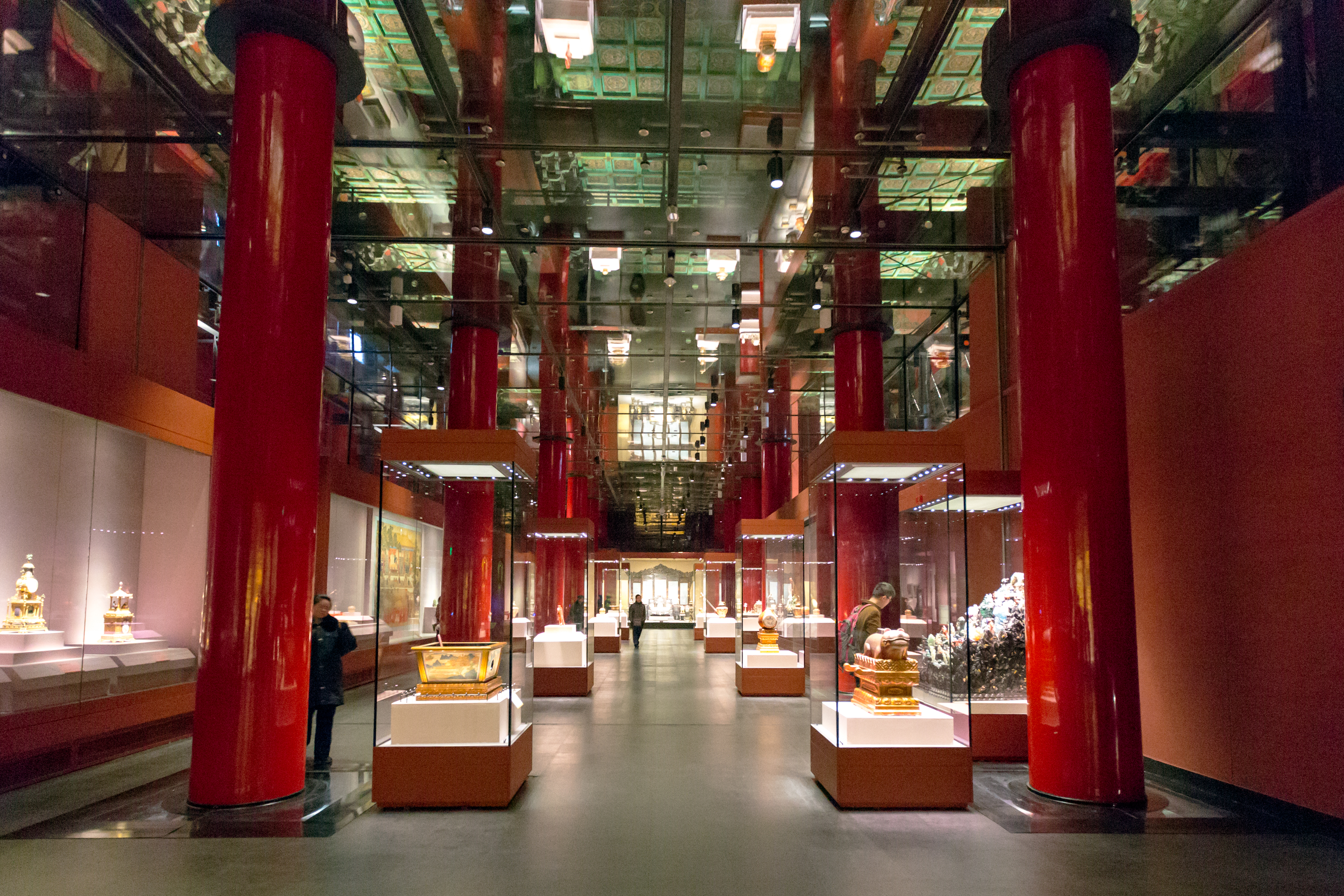
오문의 서쪽 날개에 있는 유물 전시관

## 입장료
- 성수기(4~10월) - 60위안
- 비수기(11~3월) - 40위안
- 보물관(진바오관) 시계관(증바오관)은 따로 10위안 입장료를 낸다.

## 같이 보기

### 일반 주제
관련 항목
- 고궁
- 중국의 세계유산

연관 주제
- 후에 황성

### 유사 궁전
아래의 궁전들은 자금성처럼 직사각형의 궁전들이다.
- 경복궁
- 교토 어소

갤러리

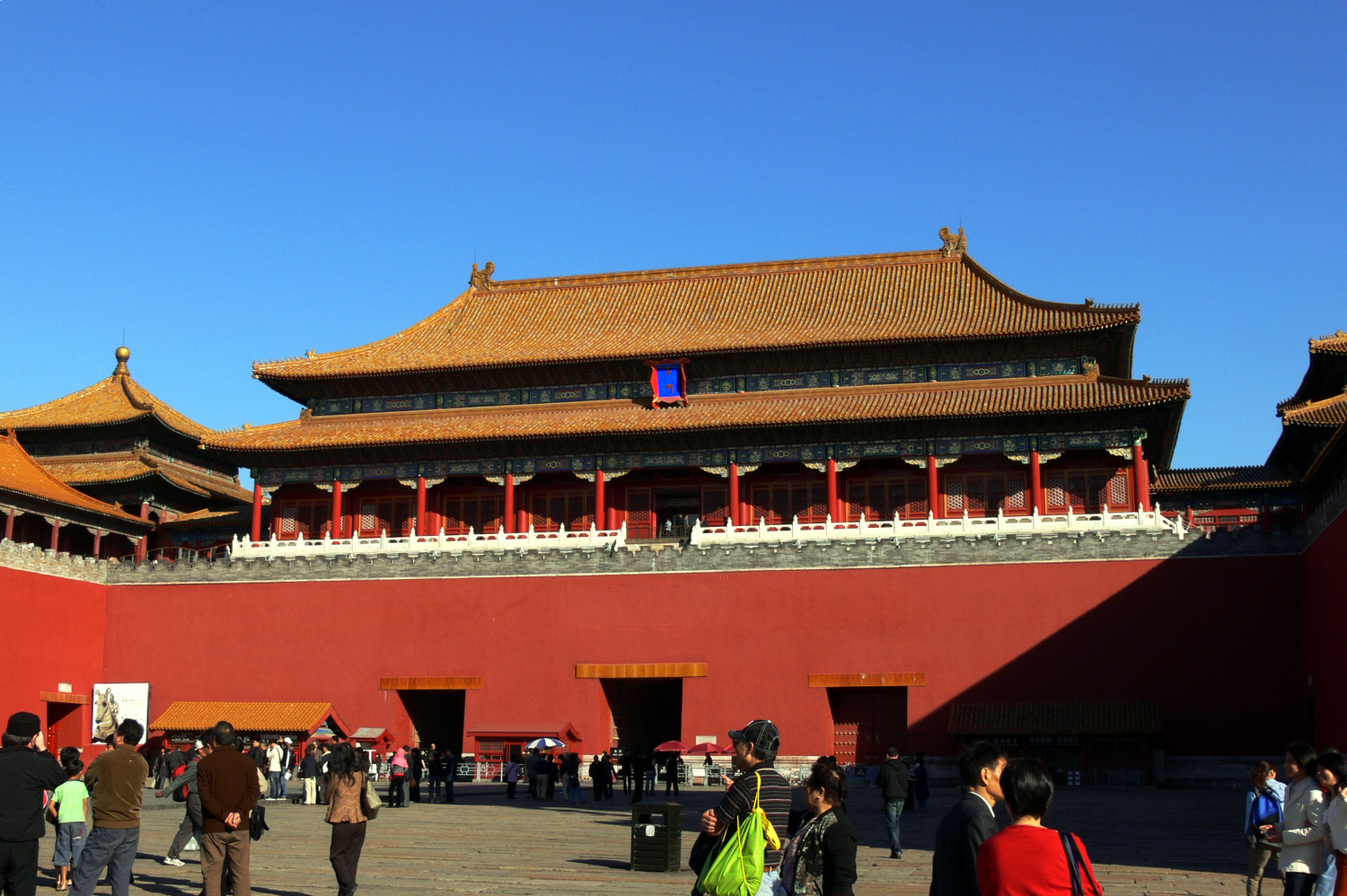
오문
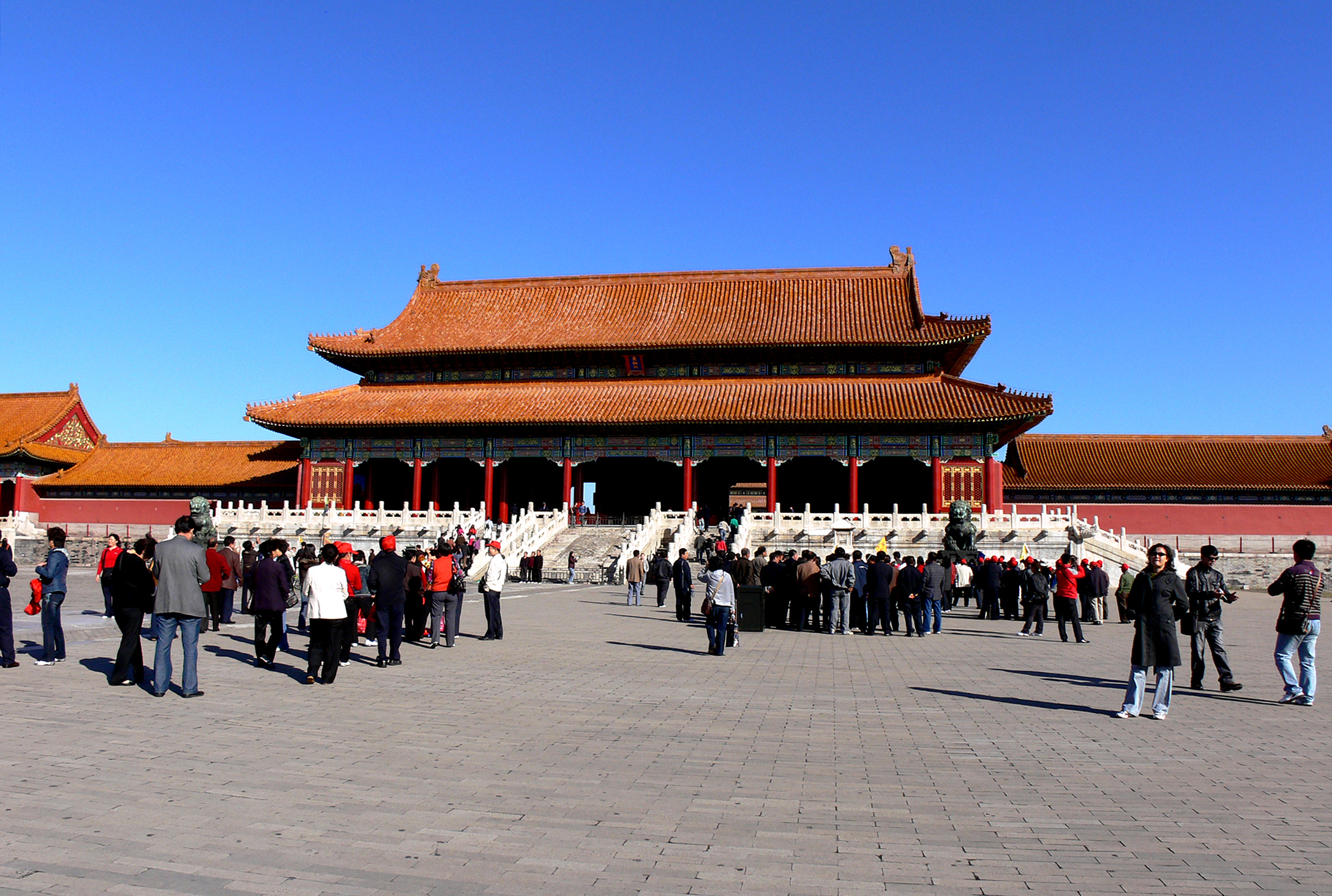
태화문
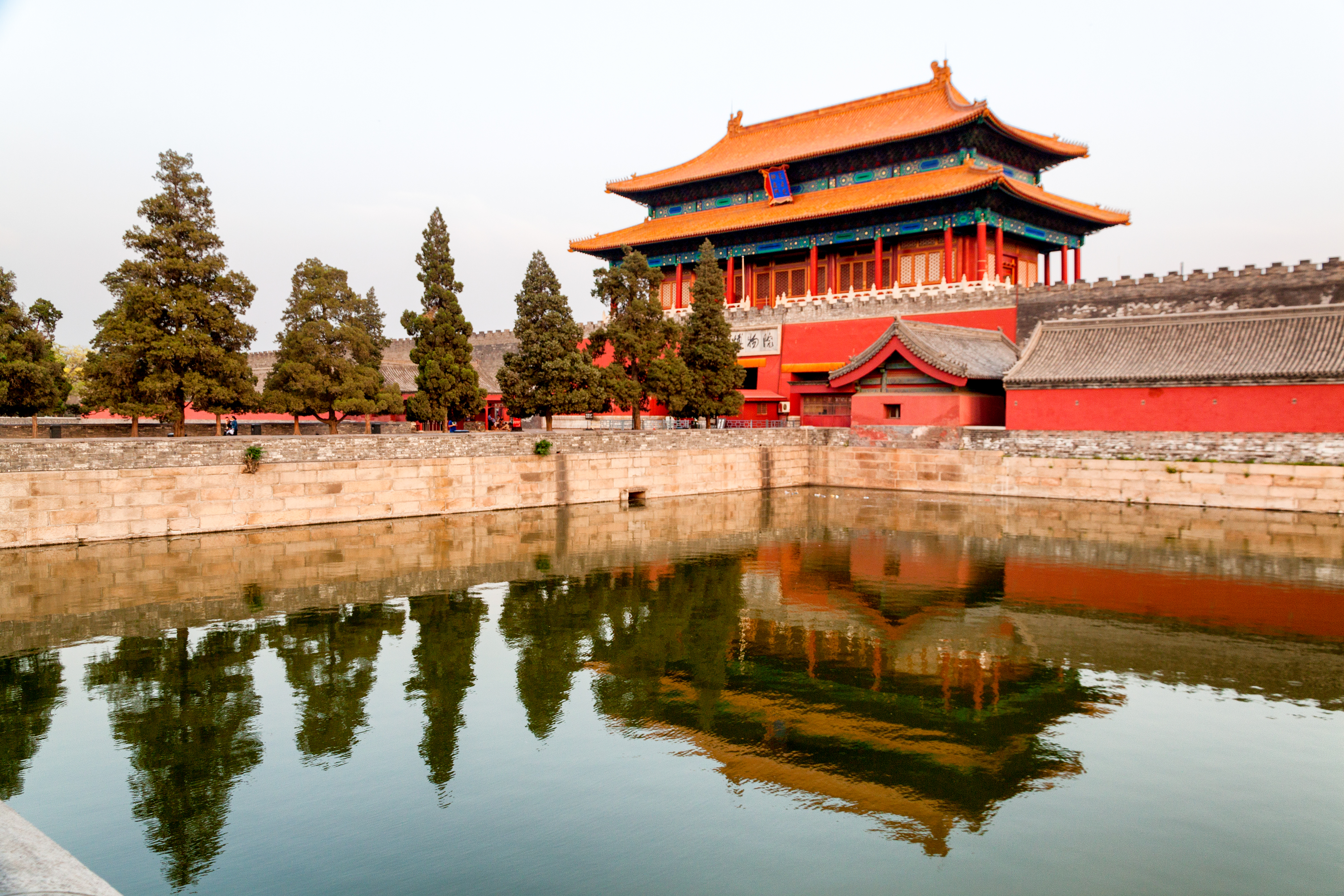
신무문
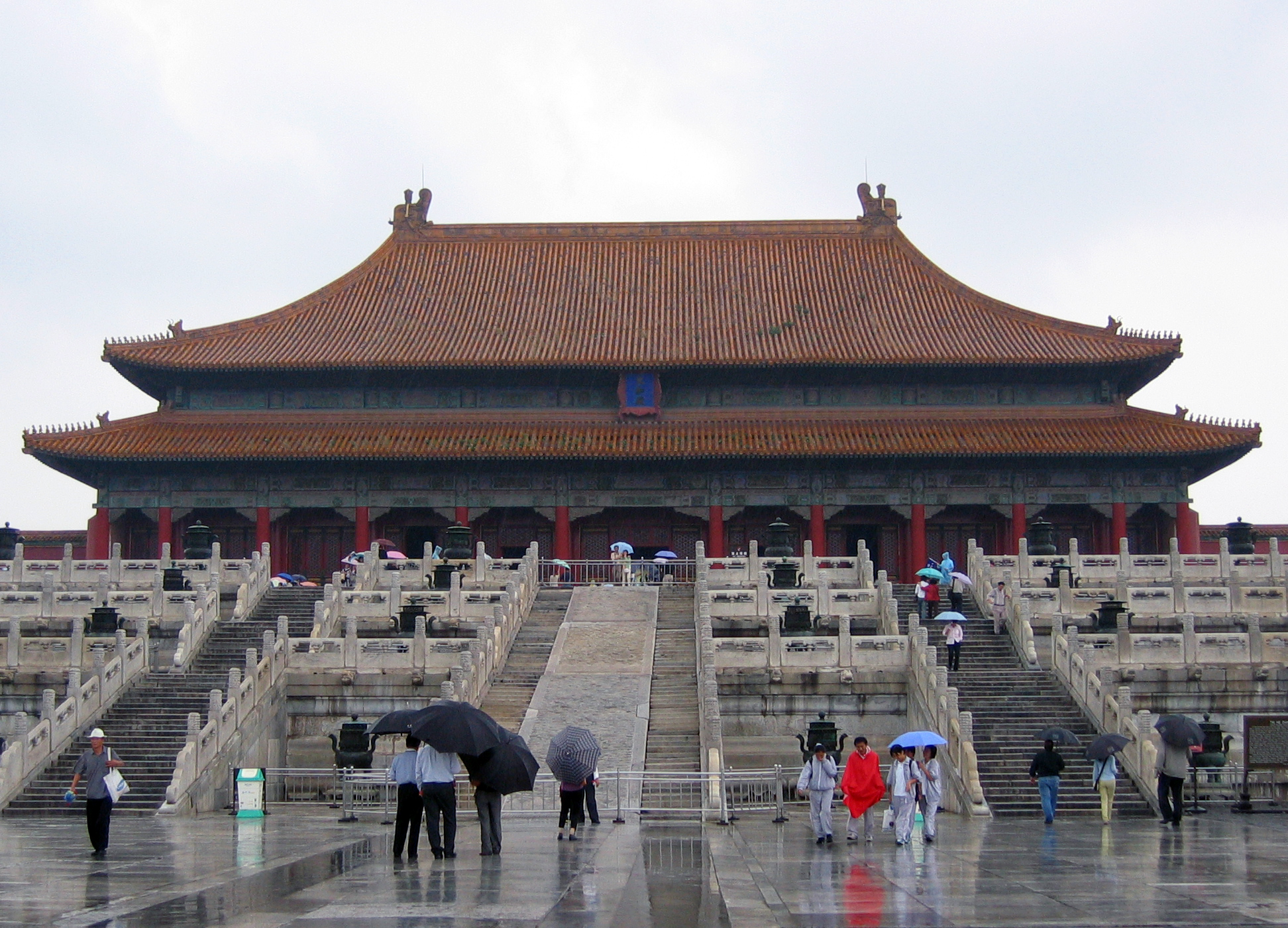
태화전
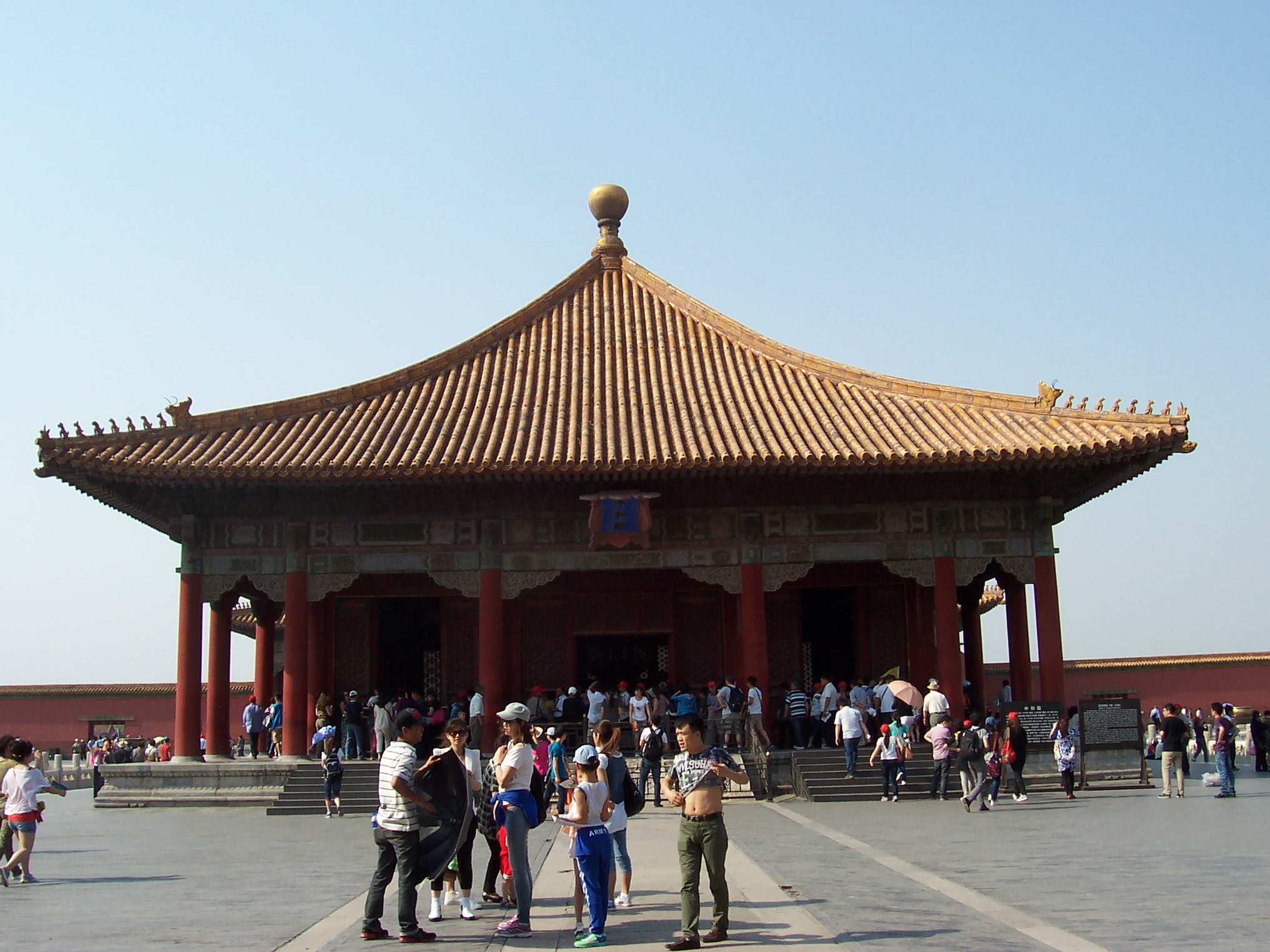
중화전
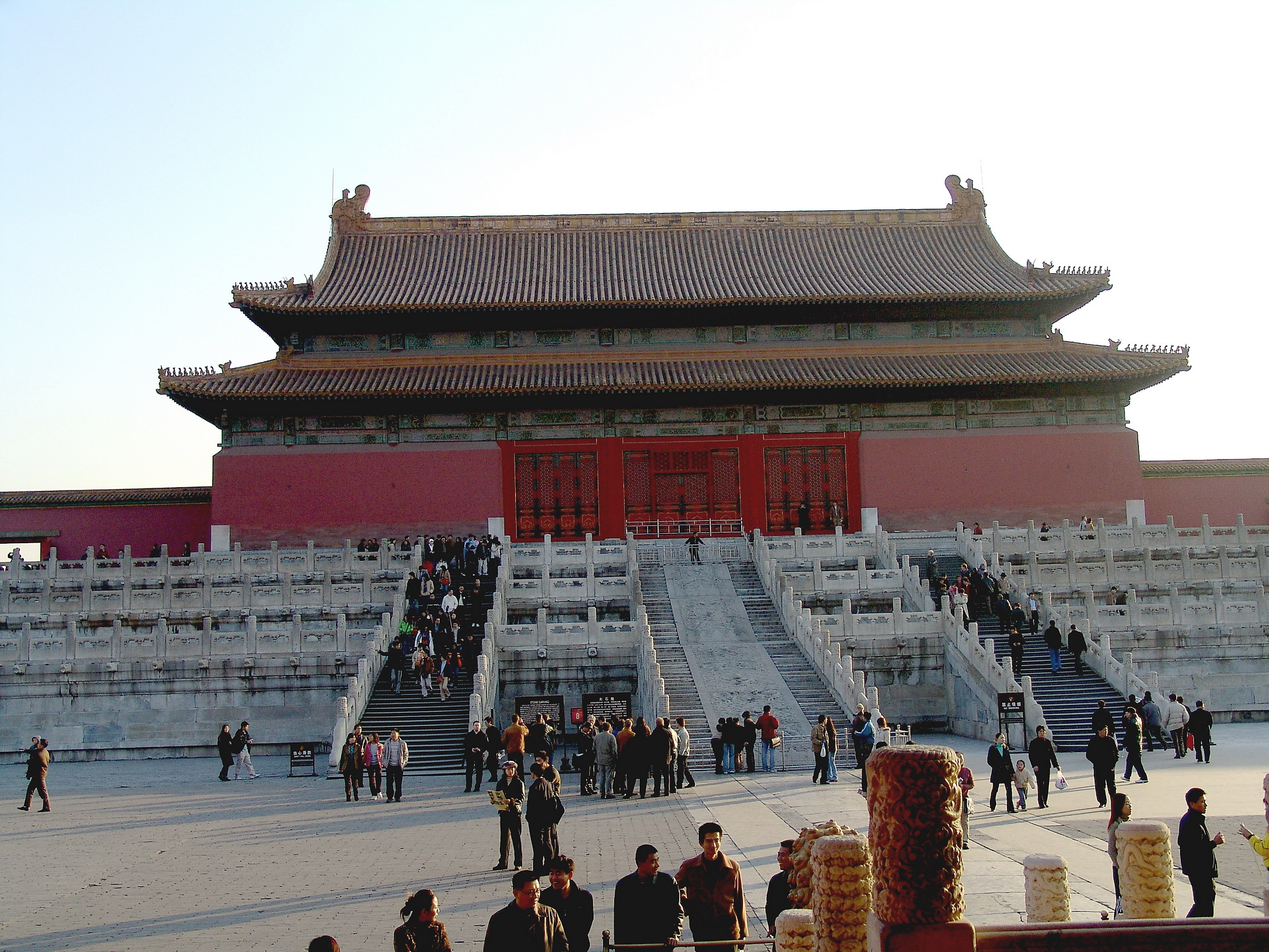
보화전
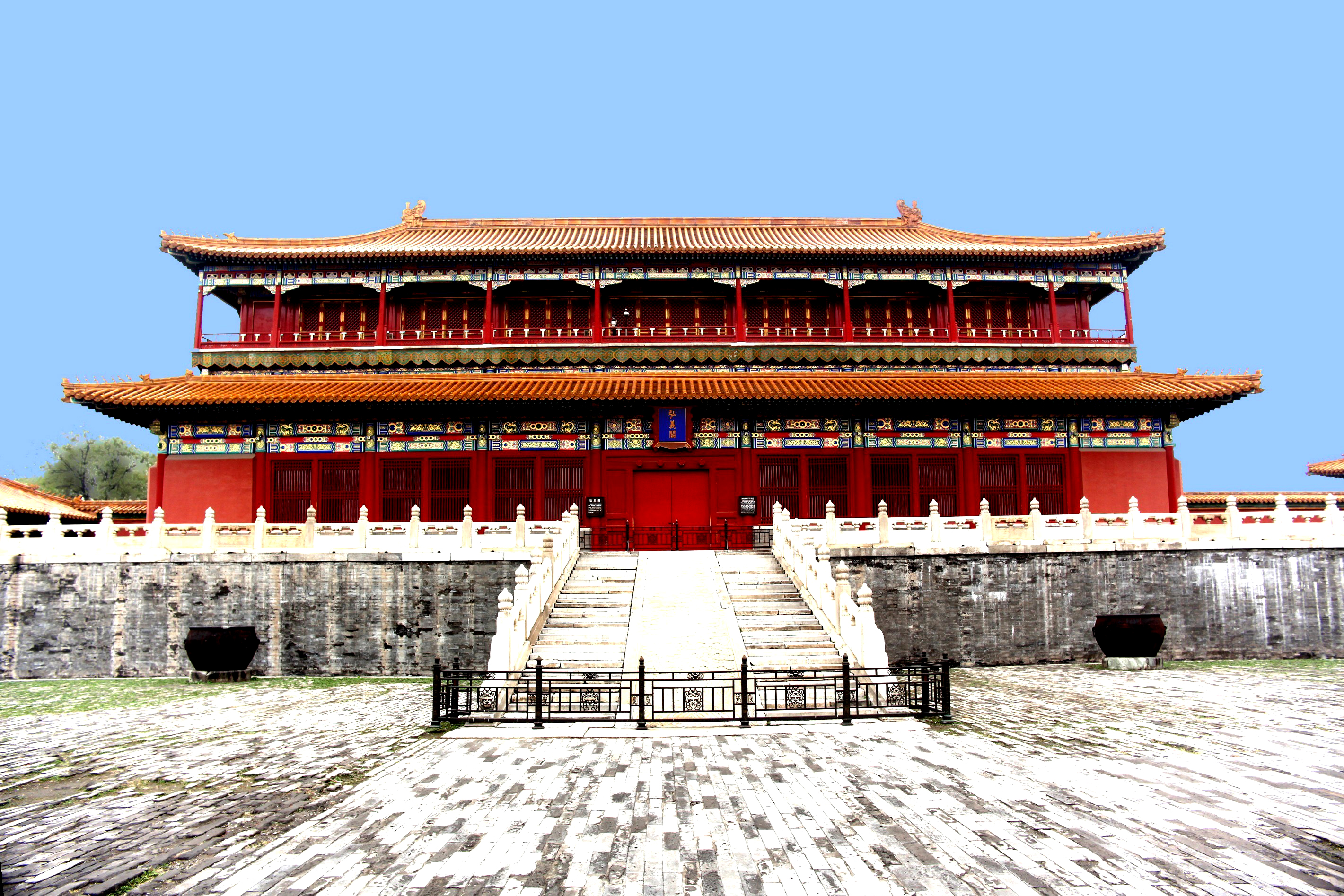
홍의각
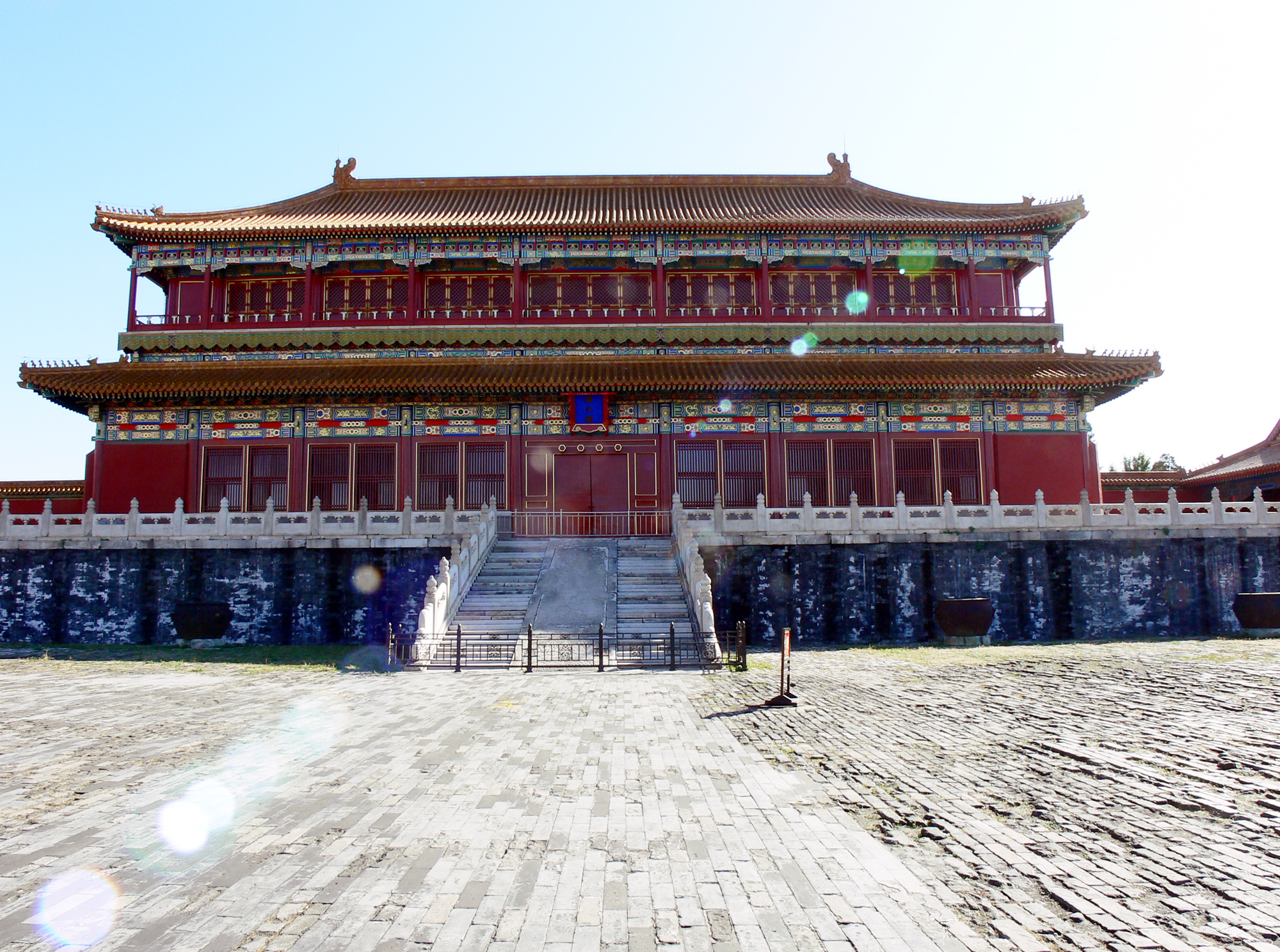
체인각
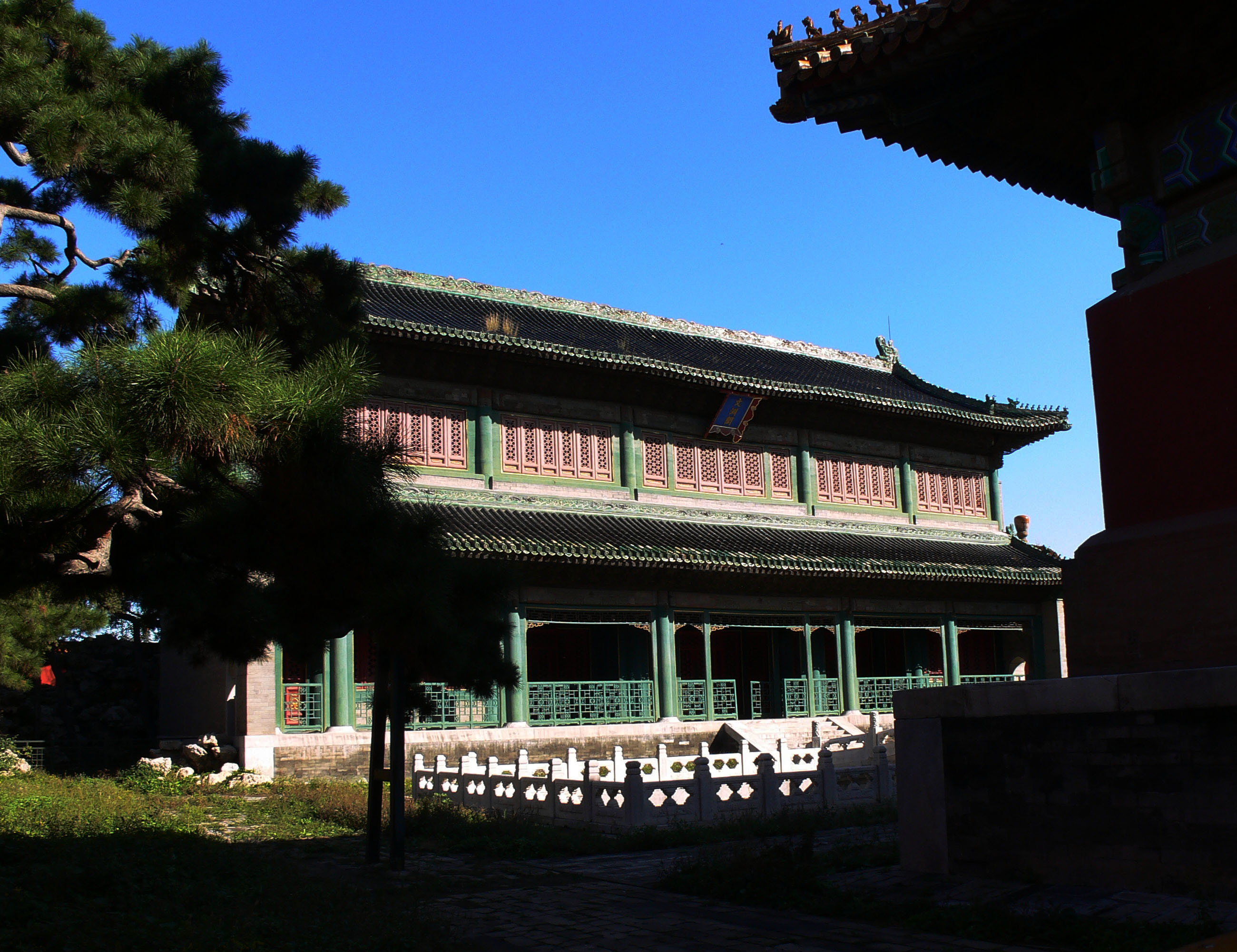
문연각
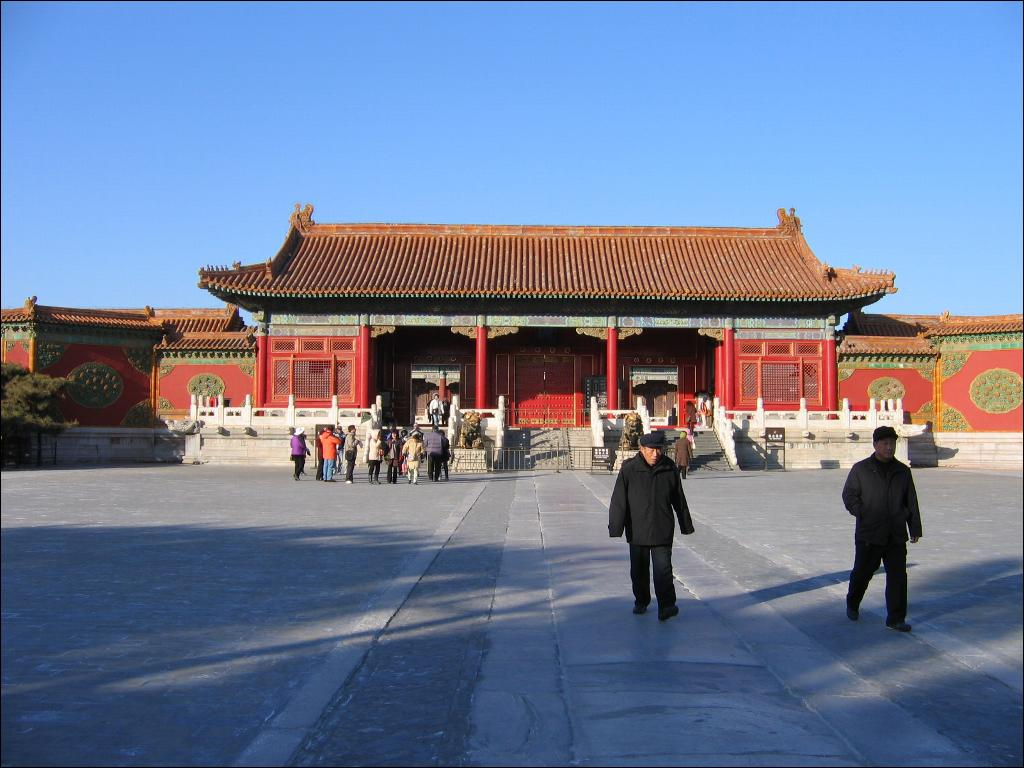
건청문
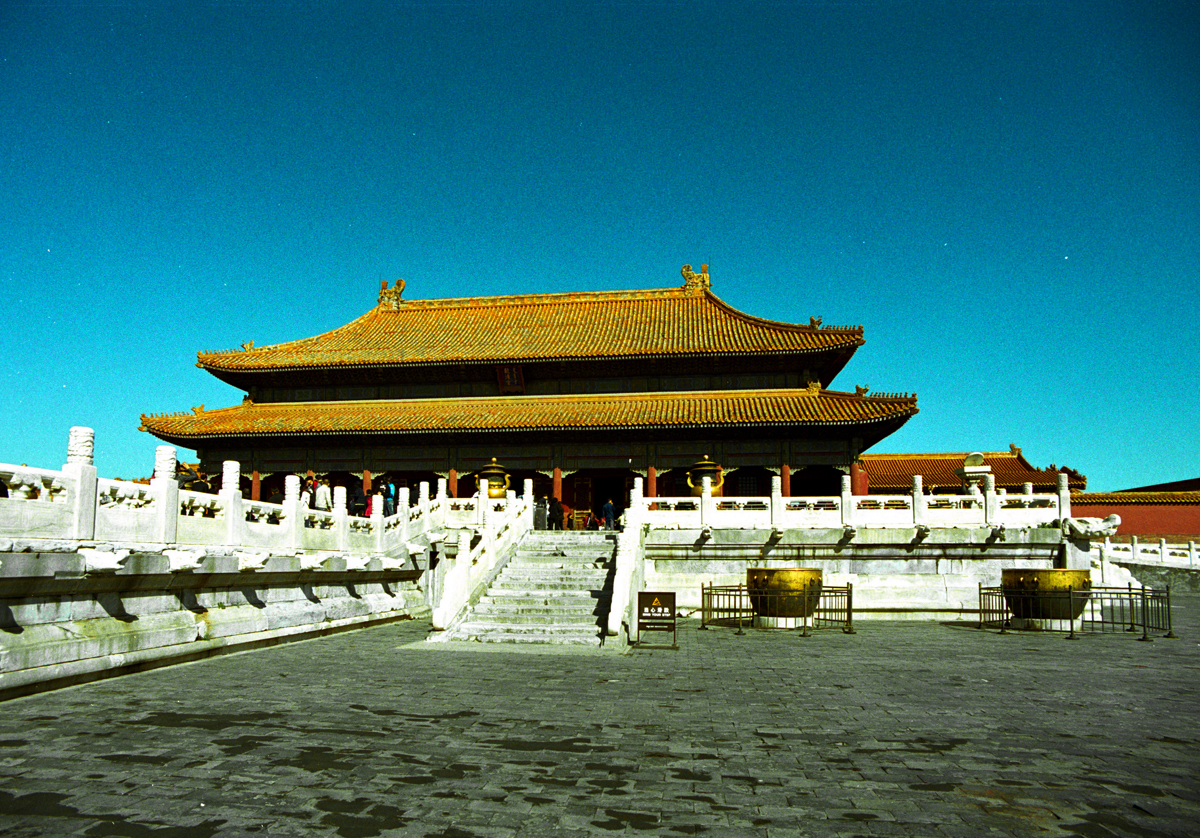
건청궁

## 참고 문헌
- 단숨에 읽는 세계 박물관 - CCTV, 《단숨에 읽는 세계박물관》,베이직 복스, 2010.01.15, 37p-41p
- 자금성을 걸으며 중국을 본다 - 진병팔, 《자금성을 걸으며 중국을 본다》, 청년정신, 2002.11.07, 66p-67p
- 자금성, 금지된 도시 - 질 베갱, 도미니크 모렐, 《자금성, 금지된 도시》, 시공사, 1999. 05. 15 45p-49p